# Goven
Pour les articles homonymes, voir Goven (homonymie).
Goven est une commune française située dans le département d'Ille-et-Vilaine en région Bretagne.

## Géographie

### Localisation
La commune est située à environ 17 km au sud-ouest de Rennes.
Les communes limitrophes voisines sont : Guichen (le chef-lieu du canton), Lassy, Baulon, Bréal-sous-Montfort, Mordelles, Chavagne, Bruz. Traditionnellement, la commune fait partie du Pays pourpre.
Goven n'est pas limitrophe de Saint-Thurial mais les deux frontières sont distantes d'une cinquantaine de mètres seulement.
| Bréal-sous-Montfort | Mordelles | Chavagne |
| Baulon              | Goven     | Bruz     |
|                     | Lassy     | Guichen  |

### Géologie et relief
Goven est situé sur des affleurement de grès armoricain et de schistes pourprés, dits schistes pourprés de Pont-Réan ; l'érosion a particulièrement attaqué les schistes pourprés, plus tendres que le grès armoricain, ce qui a favorisé l'aménagement de plusieurs étangs (étang des Noës Cherel, étang du Pont aux Ânes, étang des Chassouillères, le Grand Étang, étang de Lampâtre,...).

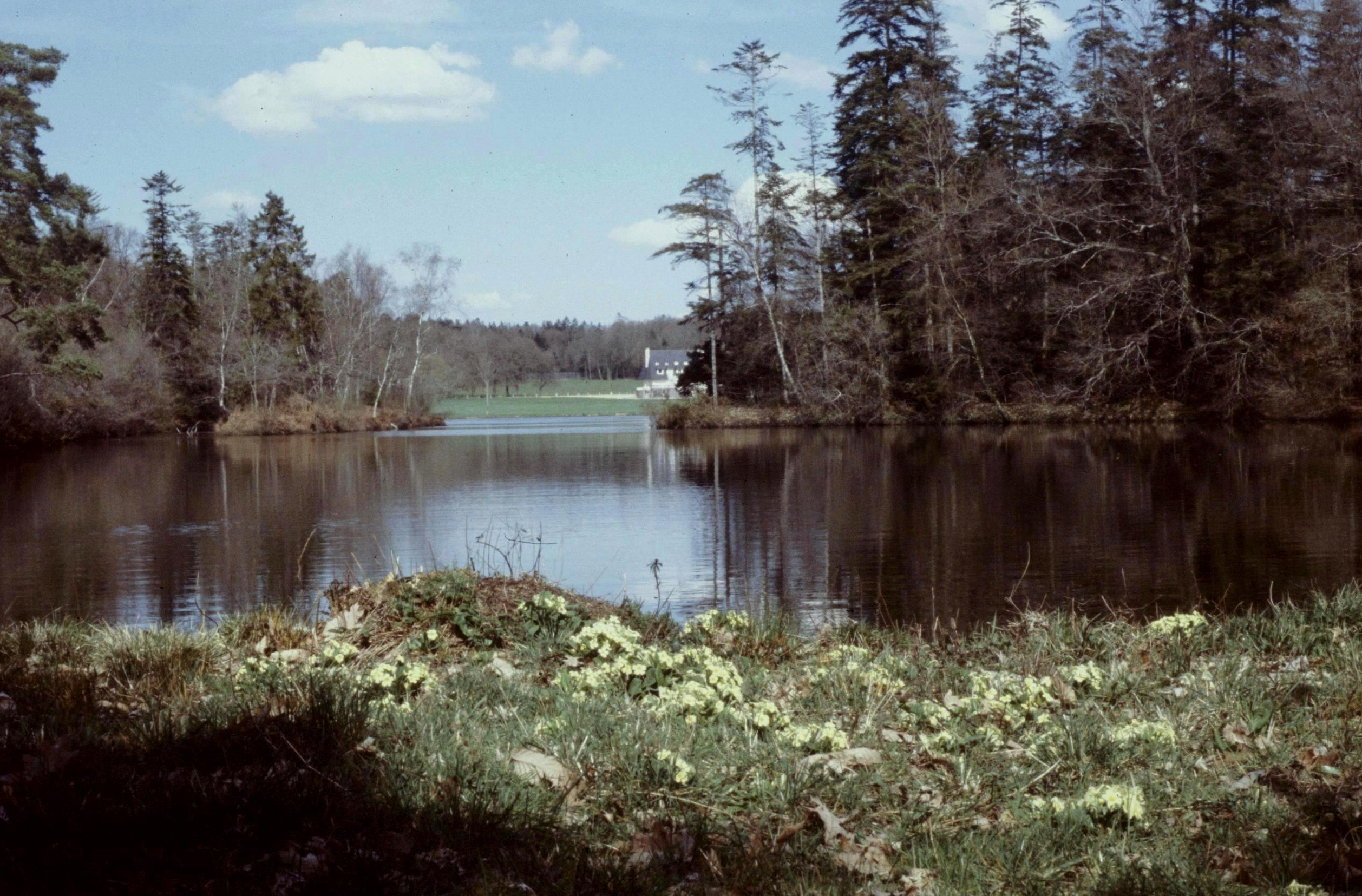
L'étang de Lampâtre.

Les sols situés sur les bancs de schistes briovériens, tendres, argileux et friables, situés dans la partie nord de la commune, sont les plus fertiles ; ceux situés sur le grès armoricain, notamment aux alentours du bourg, sont plus légers, mais nécessitent un épierrage en raison des cailloux anguleux qu'ils contiennent ; les sols glaiseux des bas de versants et des fonds de vallée, lourds et humides, sont moins fertiles, écrit Pierre Biays en 1943.
Le relief est en pente générale vers l'Est en direction de la vallée de la Vilaine, laquelle sert de limite orientale à la commune, entrant sur son territoire vers 20 mètres d'altitude à la confluence du Meu (proche du château de Blossac) et en sortant vers 16 mètres d'altitude en amont de Pont-Réan. Les altitudes les plus élevées sont dans la partie occidentale de la commune (116 mètres entre la Jouannelaye et les Cucuères). Le bourg est vers 90 mètres d'altitude.

### Hydrographie
Pour un article plus général, voir Réseau hydrographique d'Ille-et-Vilaine.
La commune est située dans le bassin Loire-Bretagne. Elle est drainée par la Vilaine, un bras de la vilaine, le Meu, le Canut, la Roche, le Lampâtre, le Tréhélu, la Croix Macé, le ruisseau de Bondus, le ruisseau de la Crublais, le ruisseau de la Mare d'à-bas, le ruisseau de la Tournerais et le ruisseau du Grosmalon,,.
La Vilaine, d'une longueur de 218 km, prend sa source dans la commune de Juvigné et se jette  dans l'Océan Atlantique à Camoël, après avoir traversé 56 communes. 
Le Meu, d'une longueur de 84 km, prend sa source dans la commune de Saint-Vran et se jette  dans un bras de la Vilaine à Chavagne, après avoir traversé 21 communes. 
Le Canut (Saint-Senoux), d'une longueur de 45 km, prend sa source dans la commune de Plélan-le-Grand et se jette  dans la Vilaine à Saint-Senoux, après avoir traversé huit communes. 

Goven se trouve intégralement dans le bassin versant de la Vilaine.
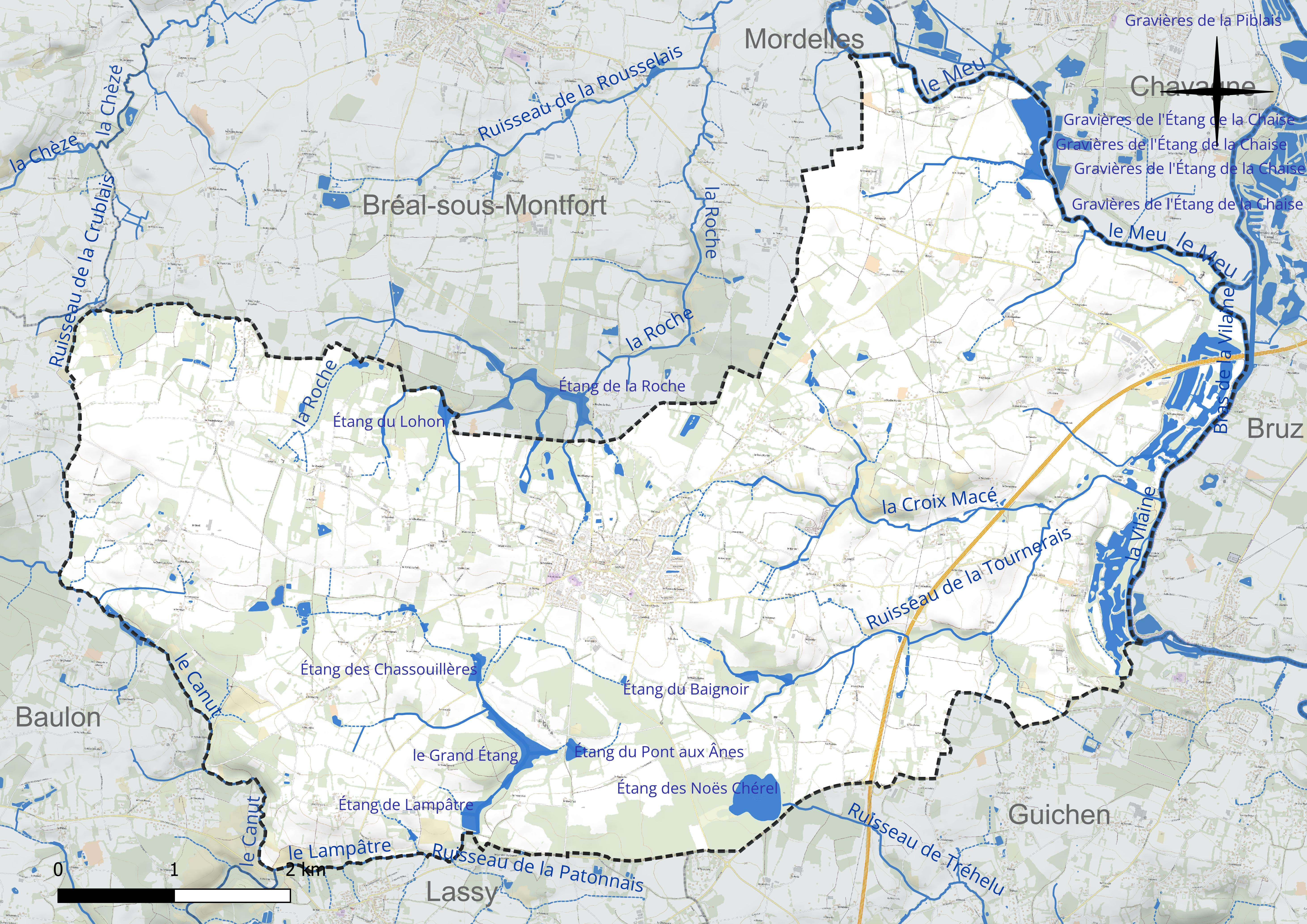
Réseau hydrographique de Goven[Note 1].

Sept plans d'eau complètent le réseau hydrographique : le Grand étang (9,42 ha), l'étang de Lampâtre (4,03 ha), l'étang des Chassouillères (2,21 ha), l'étang des Noës Chérel (13,72 ha), l'étang du Baignoir (1,29 ha), l'étang du Lohon, d'une superficie totale de 2,5 ha (1,93 ha sur la commune) et l'étang du Pont aux Ânes (2,02 ha),. Le lit majeur de la Vilaine est également parsemé de nombreux plans d'eau, traces de l'ancienne exploitation en carrière des alluvions, notamment des gravières pour les besoins en matériaux de construction principalement de la ville de Rennes toute proche.

### Climat
Pour des articles plus généraux, voir Climat de la Bretagne et Climat d'Ille-et-Vilaine.
En 2010, le climat de la commune est de type climat océanique altéré, selon une étude du CNRS s'appuyant sur une série de données couvrant la période 1971-2000. En 2020, Météo-France publie une typologie des climats de la France métropolitaine dans laquelle la commune est exposée à un climat océanique et est dans la région climatique Bretagne orientale et méridionale, Pays nantais, Vendée, caractérisée par une faible pluviométrie en été et une bonne insolation. Parallèlement l'observatoire de l'environnement en Bretagne publie en 2020 un zonage climatique de la région Bretagne, s'appuyant sur des données de Météo-France de 2009. La commune est, selon ce zonage, dans la zone « Sud Est », avec des étés relativement chauds et ensoleillés.
Pour la période 1971-2000, la température annuelle moyenne est de 11,3 °C, avec une amplitude thermique annuelle de 12,6 °C. Le cumul annuel moyen de précipitations est de 796 mm, avec 12,3 jours de précipitations en janvier et 6,8 jours en juillet. Pour la période 1991-2020, la température moyenne annuelle observée sur la station météorologique la plus proche, située sur la commune du Rheu à 11 km à vol d'oiseau, est de 12,2 °C et le cumul annuel moyen de précipitations est de 720,4 mm,. Pour l'avenir, les paramètres climatiques de la commune estimés pour 2050 selon différents scénarios d'émission de gaz à effet de serre sont consultables sur un site dédié publié par Météo-France en novembre 2022.

### Transports
Le bourg de Goven est situé au carrefour de deux routes secondaires : la D 44 (axe est-ouest qui vient de Pont-Réan et va vers Baulon) et la D 39 (en provenance de Guichen; via la D 38). La partie nord-est de la commune est traversée par la D 36, un axe routier plus important qui vient côté Est de Bruz et va vers l'Ouest en direction de Bréal-sous-Montfort ; cet axe routier s'embranche au niveau de la zone artisanale de la Corbière sur la route la plus importante qui concerne Goven, la D 177 (ancienne Route nationale 177), axe routier Rennes-Redon, aménagé en voie express, qui traverse la partie orientale de la commune, desservie par deux échangeurs, celui de la Corbière au nord-est de la commune, et celui des Terres, à sa limite sud, qui se raccorde à la D 776 (ancienne Route nationale 776), laquelle longe à plusieurs reprises le territoire communal sans y pénétrer.

### Habitat et paysages
Goven présente un paysage agraire traditionnel de bocage avec un habitat dispersé en de nombreux écarts formés de hameaux ("villages") et fermes isolées. La commune, malgré la proximité de Rennes, a peu été touchée par la rurbanisation ; par contre le bourg, traditionnellement d'importance modeste, a beaucoup grossi avec la création de plusieurs lotissements à sa périphérie depuis la décennie 1980.

## Urbanisme

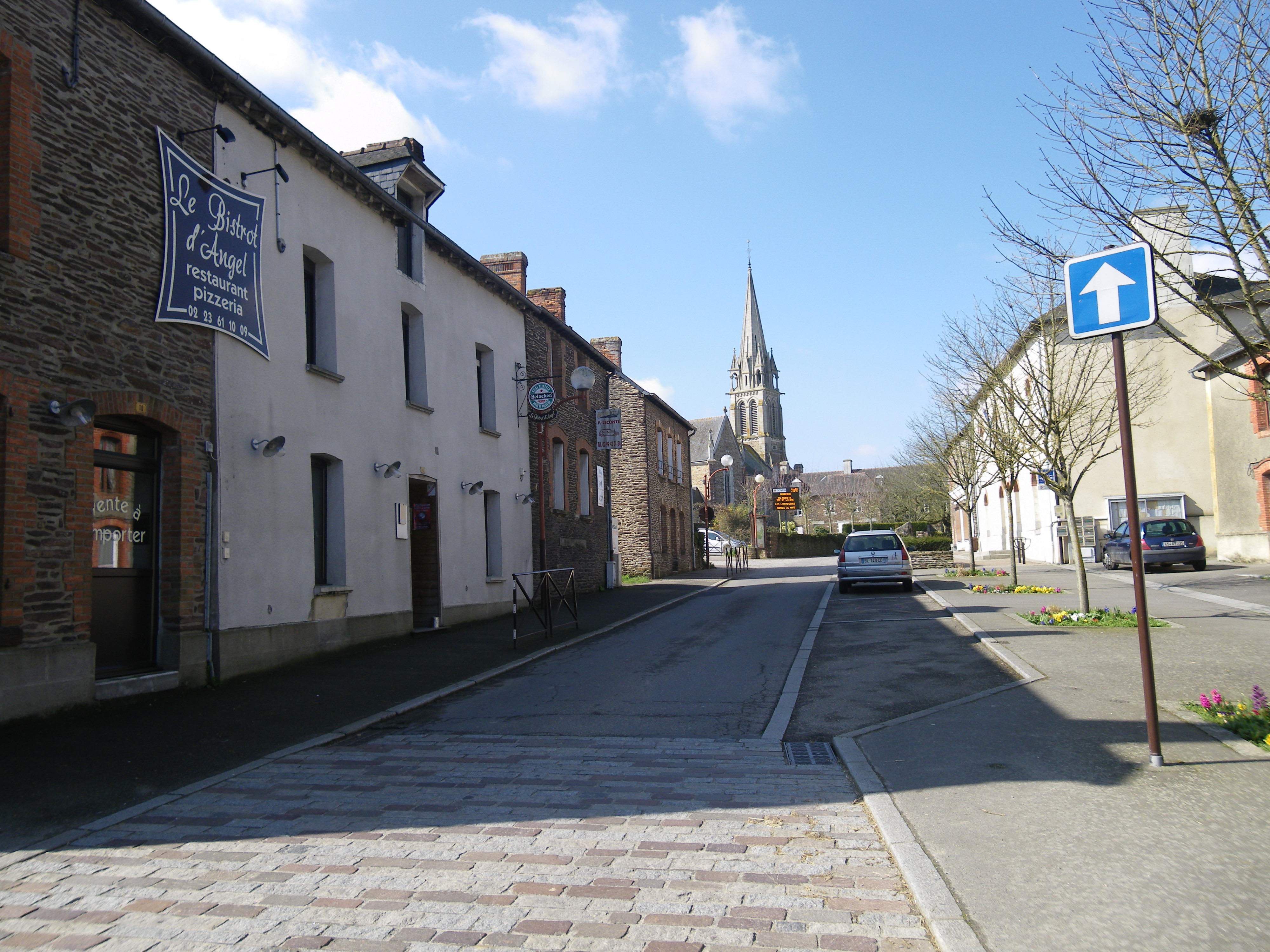
Le bourg de Goven : vue partielle 1.
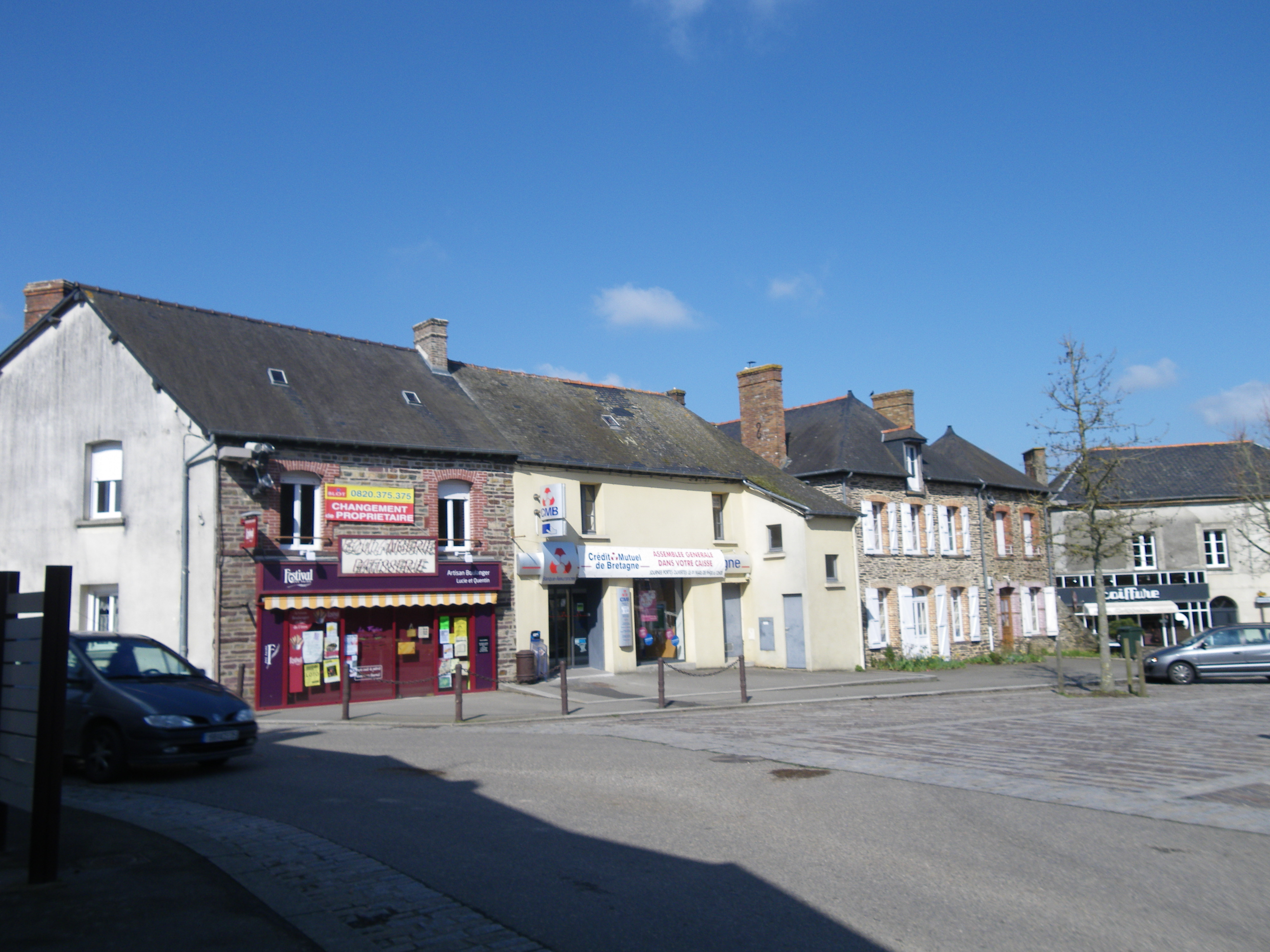
Le bourg de Goven : vue partielle 2.
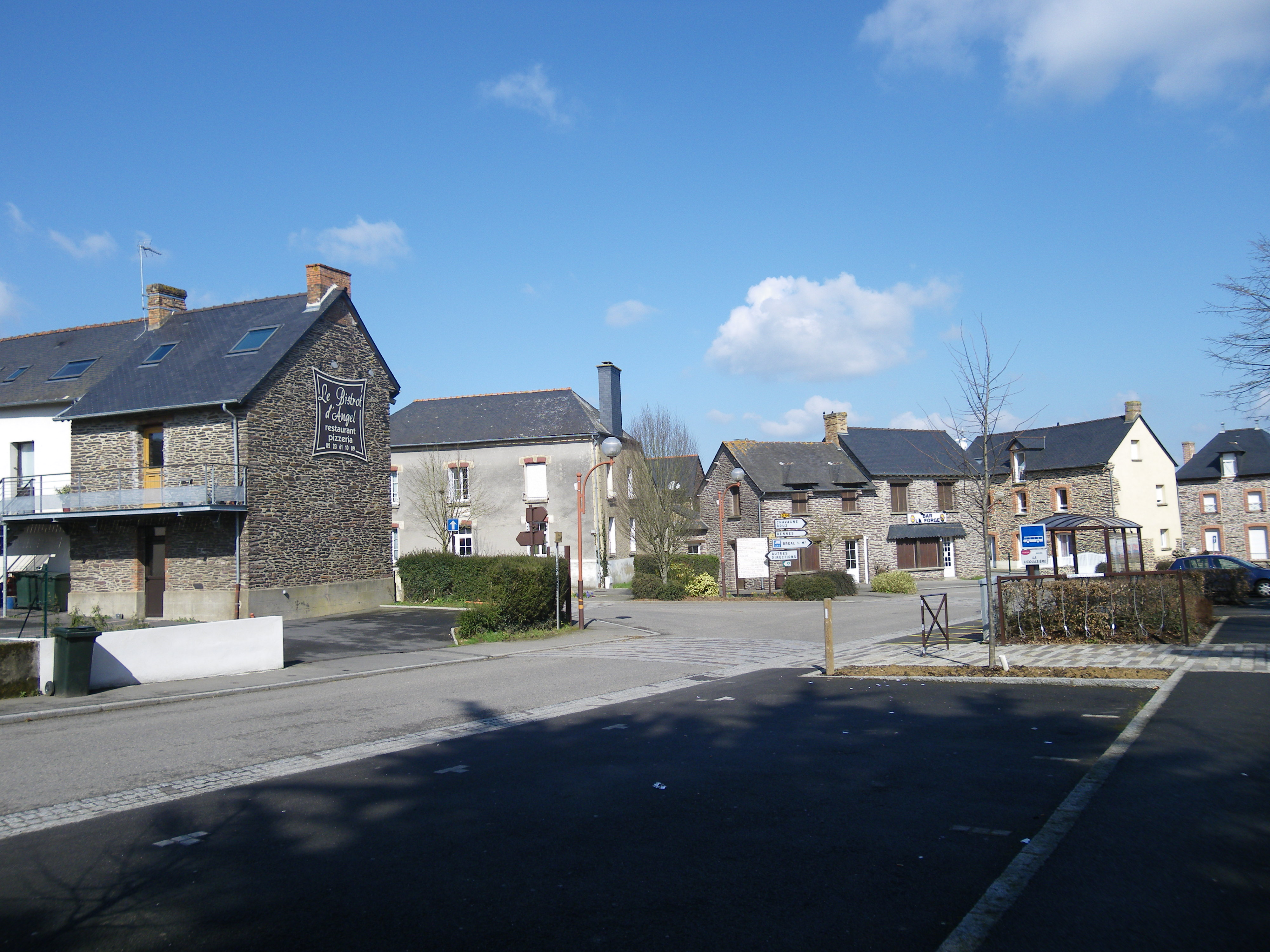
Le bourg de Goven : vue partielle 3.
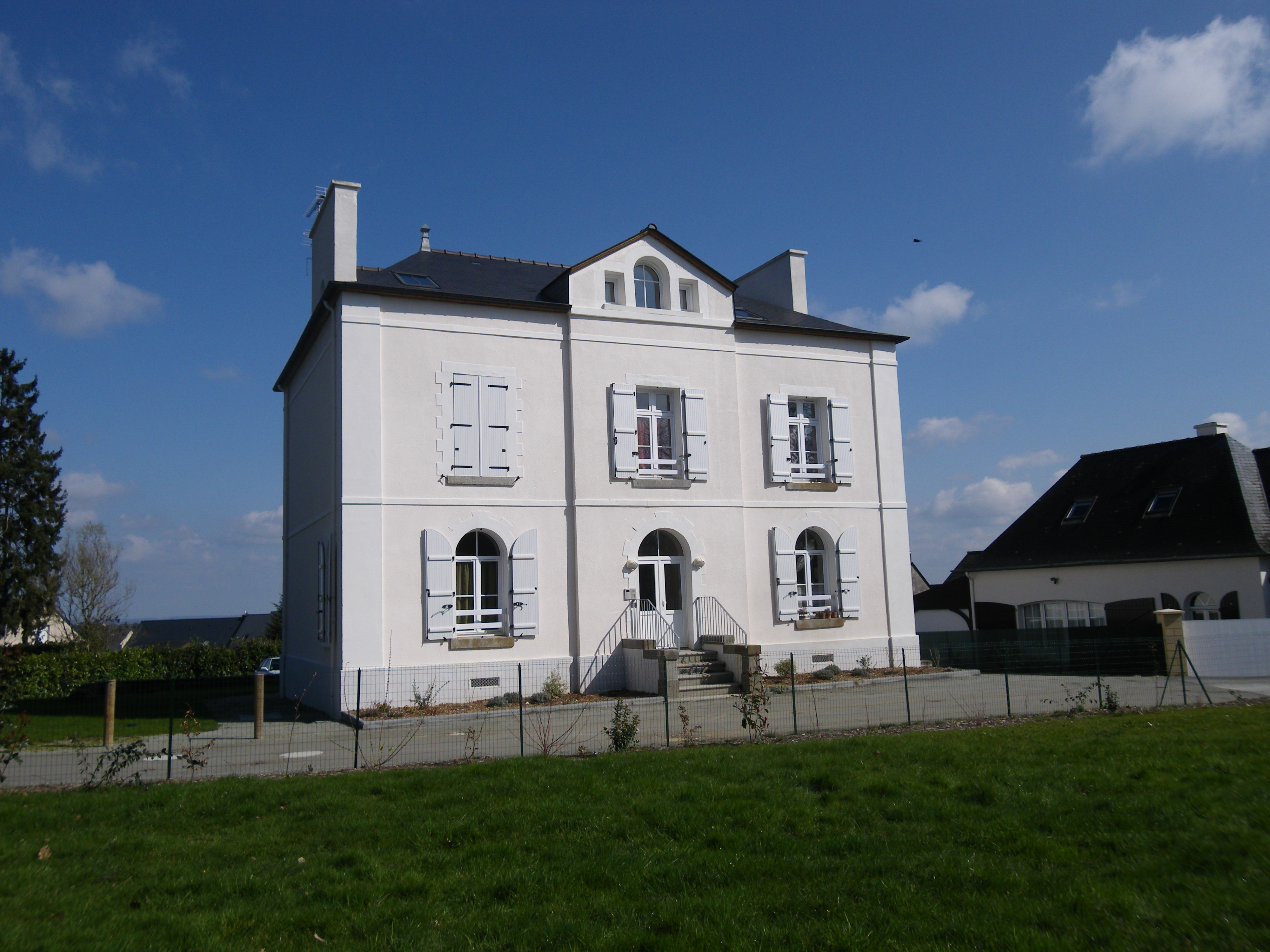
Une maison de Goven.
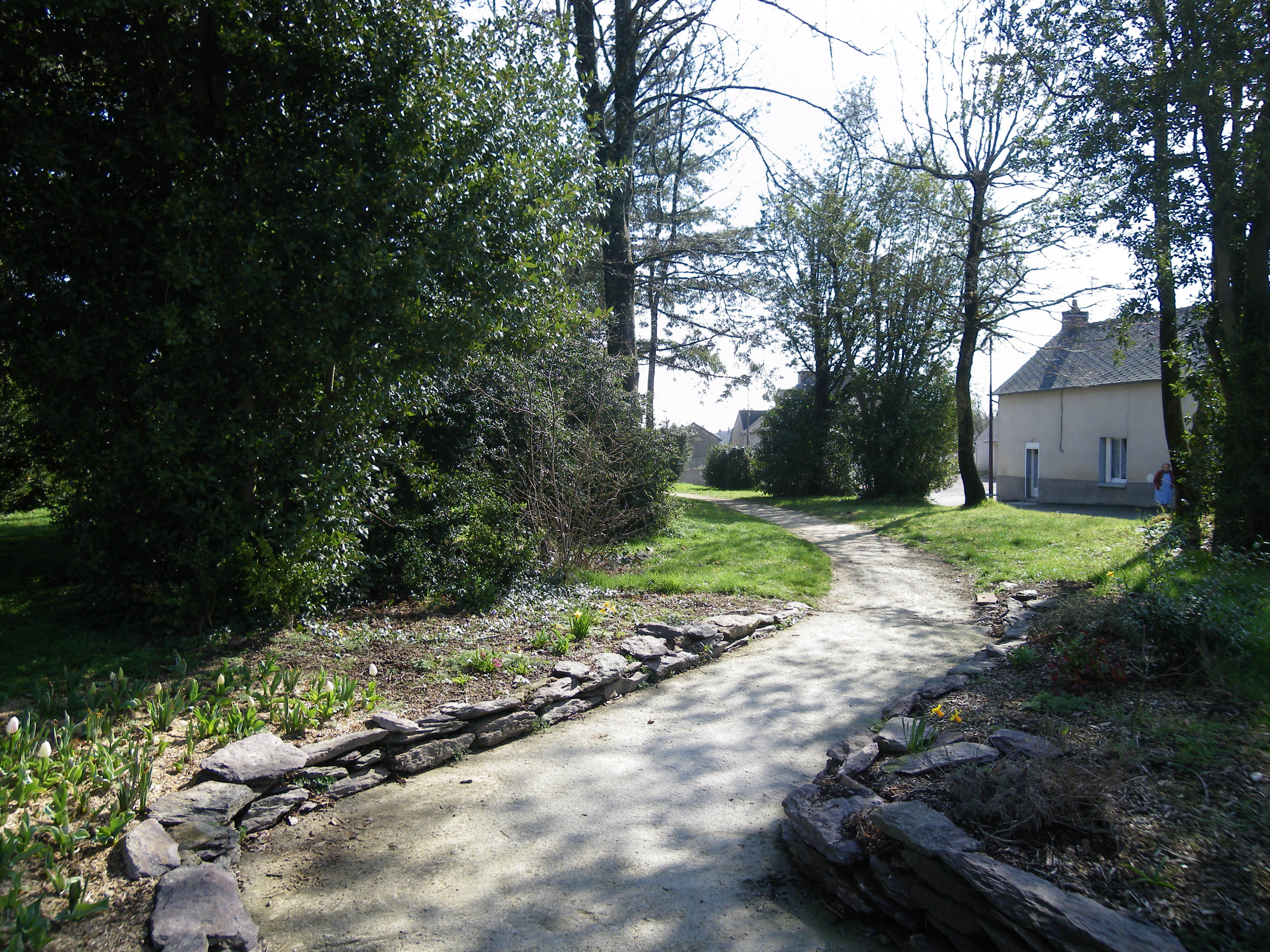
Le parc de Goven.

### Typologie
Au 1er janvier 2024, Goven est catégorisée bourg rural, selon la nouvelle grille communale de densité à sept niveaux définie par l'Insee en 2022.
Elle appartient à l'unité urbaine de Goven, une unité urbaine monocommunale constituant une ville isolée,. Par ailleurs la commune fait partie de l'aire d'attraction de Rennes, dont elle est une commune de la couronne,. Cette aire, qui regroupe 183 communes, est catégorisée dans les aires de 700 000 habitants ou plus (hors Paris),.

### Occupation des sols
L'occupation des sols de la commune, telle qu'elle ressort de la base de données européenne d'occupation biophysique des sols Corine Land Cover (CLC), est marquée par l'importance des territoires agricoles (77,4 % en 2018), une proportion sensiblement équivalente à celle de 1990 (78,1 %). La répartition détaillée en 2018 est la suivante :
zones agricoles hétérogènes (38,4 %), terres arables (23,3 %), prairies (15,7 %), forêts (15,4 %), eaux continentales (2,5 %), zones urbanisées (2,4 %), milieux à végétation arbustive et/ou herbacée (2,3 %). L'évolution de l'occupation des sols de la commune et de ses infrastructures peut être observée sur les différentes représentations cartographiques du territoire : la carte de Cassini (XVIIIe siècle), la carte d'état-major (1820-1866) et les cartes ou photos aériennes de l'IGN pour la période actuelle (1950 à aujourd'hui).

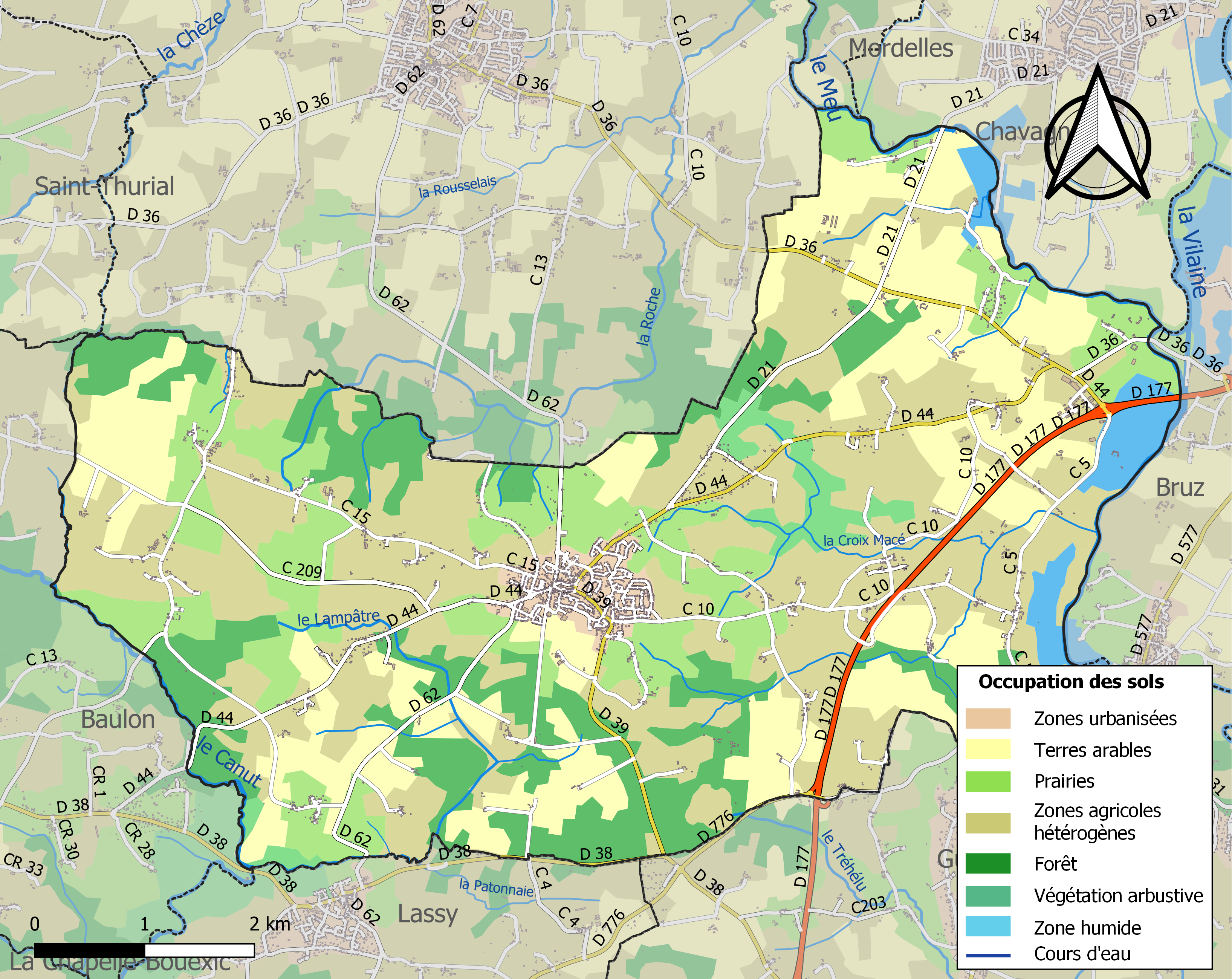
Carte des infrastructures et de l'occupation des sols de la commune en 2018 (CLC).

## Toponymie
Le nom de la localité est attesté sous les formes Gouen (1101), Goven en 1202, Guoven (1330), Govain (XVIe siècle), Gauvan (1630), Gauvain (1665).
Goven tiendrait son nom de saint Goulven (évêque de Léon dans le Finistère). Cette étymologie est contestée par Erwan Vallerie, pour qui l'attribution de saint Goulven au toponyme Goven paraît abusive. Cette tradition signale toutefois que ce nom, Goven, est perçu comme celui d'un saint fondateur. L'association de ce saint repose peut-être sur une remarque de l'abbé Henri Le Breton, citée par E. Vallerie, selon laquelle saint Goulven ou Golven, évêque de Léon « d'après certains érudits aurait été jadis honoré à Goven à cause d'un séjour qu'il y aurait fait »,. Dans la liste des saints et des lieux où ils sont honorés, établie par Joseph Loth, la commune de Goven est absente. On peut y observer que tous les lieux cités conservent le -l- de Gou-l-ven.
En gallo, le nom s'écrit Govin,.

## Histoire

### Antiquité
De nombreuses données archéologiques (série d'enclos, gisements d'imbrices, et de tegulae, dépôt monétaire, etc.) issues de divers points du territoire de la commune indique que celui était peuplé probablement dès l'époque gauloise. Il est possible que la voie romaine de Vannes à Rennes ait traversé le territoire de Goven selon un tracé non décrit mais connu localement sous le nom de "Chemin ferré".

### Moyen-Âge
D'après Amedée Guillotin de Corson, Goven est une "très-ancienne" paroisse. Elle est attestée indirectement dès 1085, car elle devait payer la dîme levée dans le fief des seigneurs de Blossac à l'abbaye de Paimpont, d'où éventuellement le nom du hameau Paimpont au Nord de la commune actuelle sur le bord de la route départementale 36. Selon Erwan Vallerie, Goven compte parmi les "paroisses primitives" fondées autour du vie siècle au moment de la colonisation de l'Armorique par les Bretons, dont la limite orientale était marquée par la Vilaine depuis Redon et du Meu jusqu'à Talensac. Cette limite correspond également à la frontière entre l'évêché d'Alet (plus tard Saint-Malo), auquel appartenait Goven, et l'évêché de Rennes sur les rives gauches du Meu et de la Vilaine. La paroisse englobait d'après l'auteur les terres de Lassy, Baulon, Saint-Thurial, Bréal-sous-Montfort, et, avec quelques doutes, celles de Guichen. Cet ensemble occupait un territoire estimé à 16 900 ha (169 km2) environ. La croissance démographique et l'urbanisation au xie et xiie siècles entrainaient la création de bourgs et la construction de nouvelles églises. La paroisse de Goven était alors démembrée en plusieurs trèves. devenant ultérieurement des paroisses à leur tour La plus ancienne paroisse née de ce démembrement est sans doute Baulon au ixe siècle, puis Guichen avec Lassy, et enfin Saint-Thurial qui précède Bréal.
Au Sud du bourg, près de la limite avec Bréal-sous-Montfort, se situe la butte de Gourmalon, en fait une motte de 6 m de haut. Pour Paul Banéat, il semble certain, qu'elle ait servi d'assiette (assise) pour un château antérieur au xiie siècle, dont on n'a cependant pas trouvé de traces. L'historien évoque des hypothèses de "certains auteurs" selon lesquelles le comte Gourmailhon de Cornouaille y aurait construit une forteresse au xe siècle, qu'il s'agirait d'un ancien oppidum gaulois ou bien d'un tumulus ayant servi de défense. Plusieurs légendes se racontent au sujet de ce lieu.
Une enceinte fortifiée entourait jadis le bourg de Goven : elle consistait en un épais rempart de terre battue entouré d'une large douve profonde de plus de trois mètres ; des lieux-dits tels que « La Porte Yvon » et « Le Portail » en gardent le souvenir.
A la fin du XVIIe siècle, Jean Ogée et ses continuateurs pensaient pouvoir dater la naissance de Goven à 1020, fondé par Judicaël, seigneur de Lohéac,. Or, il s'agit d'une erreur, car l'auteur a confondu le lieu du nom « Govent » voisin du château du seigneur de Lohéac avec Goven. Une deuxième erreur de la part de J. Ogée concerne la date de 1031, quand le seigneur Simon de la Rochebernard aurait donné une terre nommé « Goven » à l'abbaye Saint-Sauveur de Redon. Il s'avère cependant que dans la source citée par Ogée, on parle d'un lieu appelé "Gaveli",.

### Temps modernes
Marie-Anne Colbert, duchesse de Mortemart, prétendit en 1695, à cause de sa châtellenie de Bréal, aux droits de supériorité et de fondation dans l'église de Goven. Mais au XVIIIe siècle le seigneur de Blossac, considéré comoe le véritable seigneur de la paroisse, réclama pour lui-même ce droit de prééminence.
Dédiée à saint Martin et à saint Roch, la première église paroissiale dont l'histoire a conservé la mémoire datait du XIVe siècle. La flèche de son clocher était très élevée « haute de 75 pieds au-dessus des cloches » et tomba le 2 février 1701, lors d'une forte tempête.
Le manoir de Blossac (ou Beloczac) était le fief seigneurial le plus important pourvu des trois degrés de haute, moyenne et basse justice ; son possesseur avait le titre de "grand-écuyer de Bretagne" ; le manoir fut érigé en châtellenie, probablement en 1677. Les seigneuries de la Tournerais, de la Cucuère et de Buris exerçaient aussi la haute justice et celle de Noyal la basse justice.
De nombreux autres manoirs existaient dans la paroisse : Turais, Verrerie (Vairie), Baulac, Champ-Blanc, Haut-Boris, Bas-Boris, Noyal, Talanzac (D'Amansac), Rivière, Feuillée (Feillée), Saint-Samson, Caffort, Hayrie, Cucuère, Tourneraye, ainsi que le château de Lampastre (dit aussi des Étangs) ; la chapelle Saint-Vincent, disparue de nos jours, était une chapelle frairienne. D'autres chapelles, également disparues, existaient : Saint-Samson, Saint-Julien-des-Bois, Saint-Jean de-Baulac et les deux anciennes chapelles de Blossac, Sainte-Catherine et Saint-Sauveur, et plusieurs autres, la paroisse de Goven disposant alors de 14 chapelles en tout. Une confrérie du Saint-Sacrement existait dans l'église de Goven.

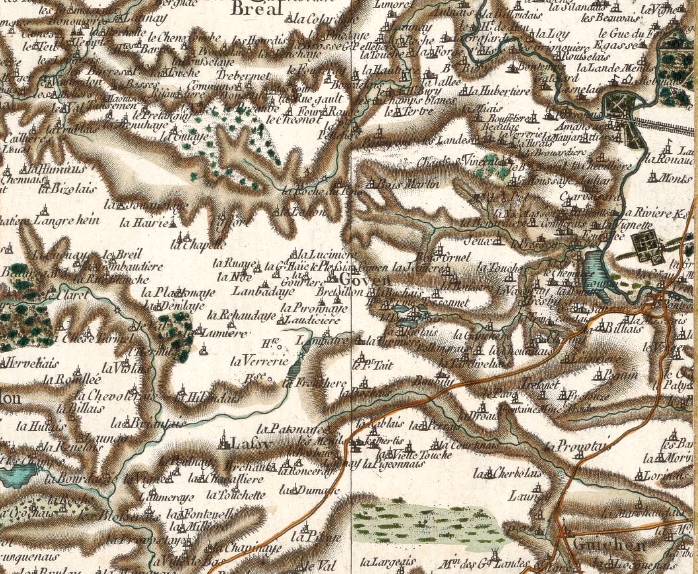
Carte de Cassini de la paroisse de Goven et de ses environs (1786).

Jean-Baptiste Ogée décrit ainsi Goven en 1778 :

« Goven : au Sud-Est de Saint-Malo, son évêché ; et à 3 lieues deux tiers de Rennes, sa subdélégation et son ressort. Cette paroisse, dont la cure est à l'alternative, a une haute justice, et compte 2 000 communiants. M. le comte de Blossac en est le seigneur. (...) On trouve, dans cette paroisse, plusieurs vestiges d'anciens retranchements faits du temps des Ducs de Bretagne. Ce territoire produit du froment, du seigle, du blé noir, et de l'avoine. On y voit, avec peine, une grande quantité de landes qui, si elles étaient défrichées, feraient le bonheur des habitants de lieu. On y remarque un bois taillis. »

### Révolution française
Le corps politique (assemblée des notables de la paroisse) de Goven se réunit le 5 avril 1789 dans le cadre de la préparation des États généraux ; une première réunion organisée le 2 avril avait abouti à un désaccord entre le sénéchal de Goven, Filly du Perray, qui avait voulu imposer son point de vue en leur présentant un cahier rédigé préalablement, et les paroissiens. Un nouveau cahier de doléances fut rédigé par l'écrivain Guyet, certains passages étant empruntés aux cahiers de Bruz, et d'Orgères, et signé par les douze paroissiens présents ; les paroissiens demandent notamment la suppression des corvées royales et seigneuriales, le droit de construire des moulins ou d'aller au moulin de son choix. René Thébault et Pierre Cloteaux furent désignés pour représenter la paroisse à l'assemblée du tiers-état de la sénéchaussée de Rennes. Le texte presque complet du cahier de doléances est consultable sur un site Internet.
Marc-Olivier Huet des Landes fut recteur de Goven du 14 octobre 1782 jusqu'en 1791 et fut réinstallé en 1803 jusqu'à sa mort en 1813. L'abbé Joseph Hamery, vicaire à Goven lors du déclenchement de la Révolution, se réfugia pendant la Terreur à Saint-Thurial, y célébrant la messe dans les champs et attirant des centaines de fidèles ; arrêté, il fut guillotiné à Rennes le 17 juillet 1794.
Le 11 février 1790 Monsieur de La Bourdonnaye de Blossac se plaint que son chateau de Blossac situé paroisse de Goven, a été dévasté, que les titres et papiers ont été incendiés, que ces excès ont été commis par une troupe de cinq à six cent personnes depuis les quatre heures du soir du mercredi vingt-sept janvier dernier, jusqu'au lendemain midi.
Jean Baptiste Mathurin Rouault, seigneur de Livoudray, fut fusillé par une colonne mobile à 2 km de son domicile du château de la Tournerais le 2 pluviose an IV (22 janvier 1796).

### LeXIXesiècle
A. Marteville et P. Varin, continuateurs d'Ogée, décrivent ainsi Goven en 1843 :

« Goven (sous l'invocation de saint Martin) : commune formée de l'ancienne paroisse de ce nom ; aujourd'hui succursale. (...) Principaux villages : la Jouannelais, la Hunelais, la Lucinière, le Bois-Martin, les Landes, Paimpont, la Vallée de Bury, le Tertre, Amansac, le Plessix-des-Carvesais, Jeux, Haut et Bas-Louvain, Saint-Samson, la Gauchère, la Riotais, la Freuchère, la Hillandais, la Reaudais, la Platonnière, la Cuenais. Maisons remarquables : château de Blossac, maisons de la Feuillée, de la Tournerais, l'Ampâtre, la Harie, Bolac. Superficie totale : 2 972 hectares 67 ares, dont (...) terres labourables 2 077 ha, prés et pâturages 349 ha, bois 248 ha, vergers et jardins 52 ha, landes et incultes 1 065 ha, étangs 42 ha (...). Moulins : 3 (de la Tournerais, de l'Ampâtre, de la Chaise). Le château de Blossac; propriété de M. de La Bourdonnaye, est un des plus beaux de Bretagne, et mérite d'être vu. Il est situé dans un fond, entre la rivière de Vilaine et l'entrée du Meu dans celle-ci, à l'extrême limite nord-est de la commune. Tout autour du corps principal s'étendent de vastes jardins anglais, et de grands bois séculaires forment une ceinture imposante à cette belle habitation. Goven contient, outre le bois de Blossac, ceux du Lohon, de l'Enclos et du Bougan, de la Riotais, de la Haute-Verrie, de l'Hermitage, de la Boucherie. On y voit les étangs des Noës-Chérel, du Pont aux Ânes, du Lohon, des Chassouillères, de l'Ampâtre, du Moulin d'A-haut. Elle est limitée au nord-est et à l'est par le Meu et la Vilaine. Il y a foire le 11 novembre. Géologie : le quartzite est la roche dominante. On parle le français [en fait le gallo]. »

L'église paroissiale actuelle, dédiée à saint Martin et saint Goulven, a été construite en 1849-1850 par l'architecte Jacques Mellet.
Pie de La Bourdonnaye fait reconstruire le château de Blossac entre 1893 et 1898.

### LeXXesiècle

#### La Belle Époque
Au début du mois de mars 1906 l'inventaire de l'église de Goven ne put avoir lieu, « la foule s'y étant opposée. M. le recteur a fait une protestation en son nom et au nom du conseil de fabrique ; puis il a interrogé les habitants : « Voulez-vous que j'ouvre votre église ? » ; aussitôt la foule de répondre : « Non! Non! » ; « Vous entendez, reprend le recteur : cette église ne sera ouverte que par la force et alors ce sera un attentat au droit de Dieu, de l'Église et de cette population ». Au nom du conseil municipal et de la commune, M. le maire déclare à son tour que les portes ne seront ouvertes que par la force. Le receveur a alors été obligé de se retirer ».
Selon le journal Le Nouvelliste de l'Est en février 1910 « dans d'Ille-et-Vilaine, les enfants désertent les écoles communales pour les écoles libres », par exemple l'école communale (école laïque) de Goven n'a aucun élève.

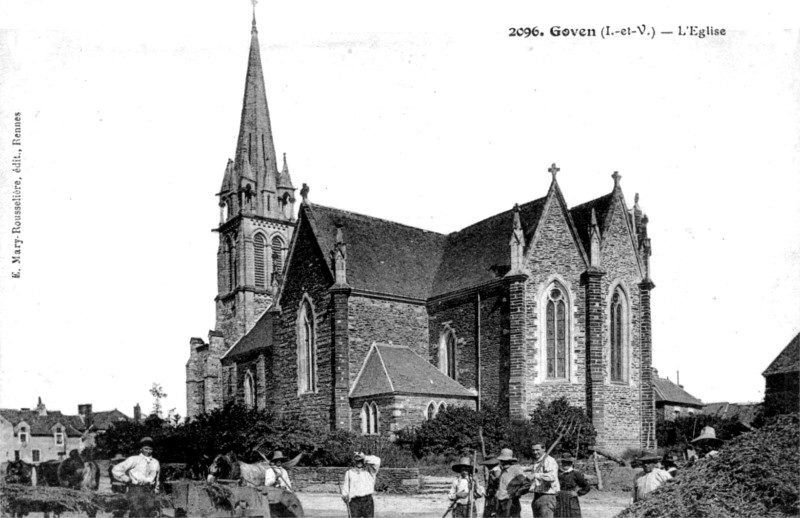
L'église de Goven vers 1910 (carte postale E. Mary-Rousselière).
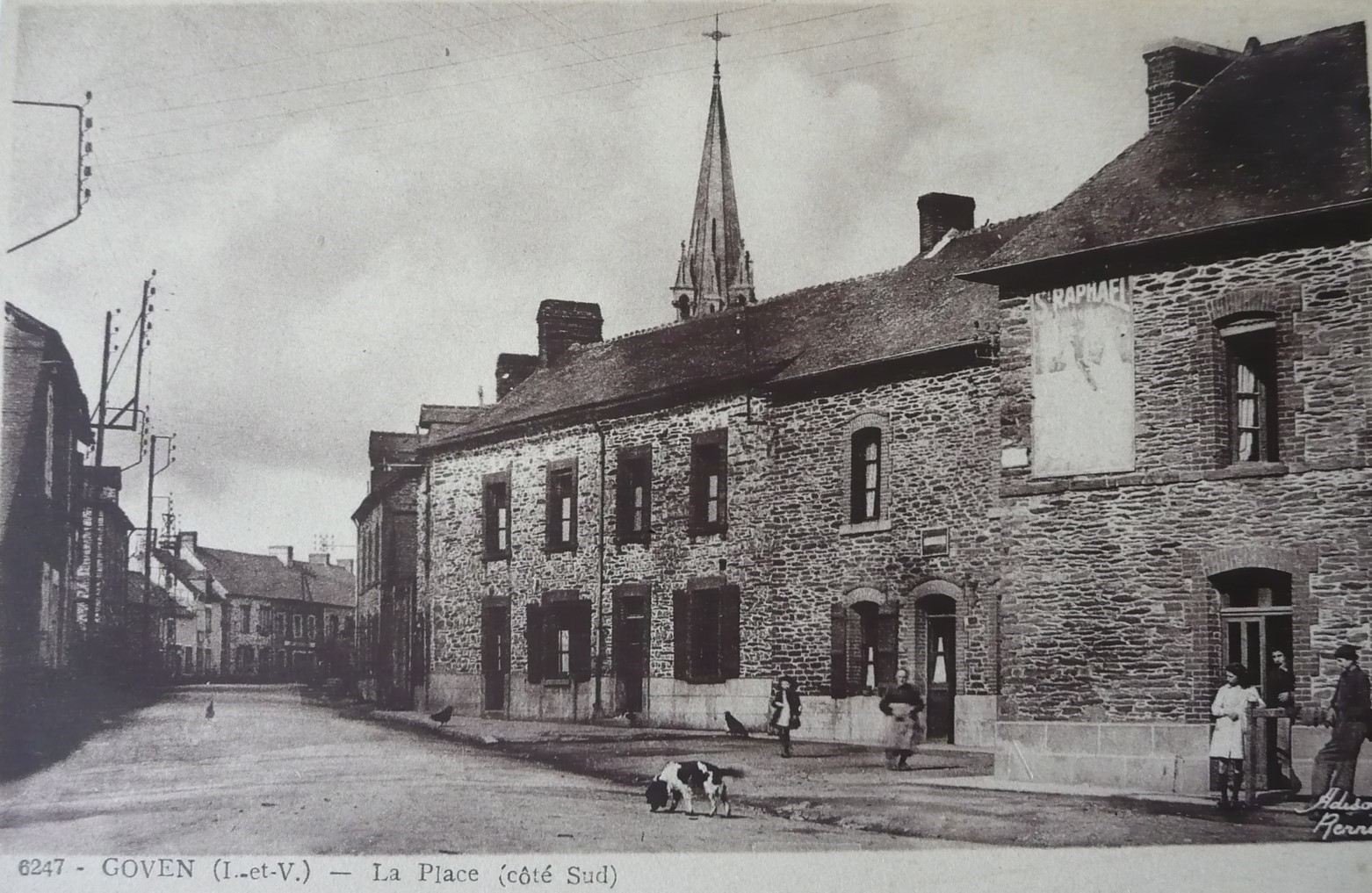
Goven : l'église et la place (côté sud) au début du XXe siècle (carte postale).
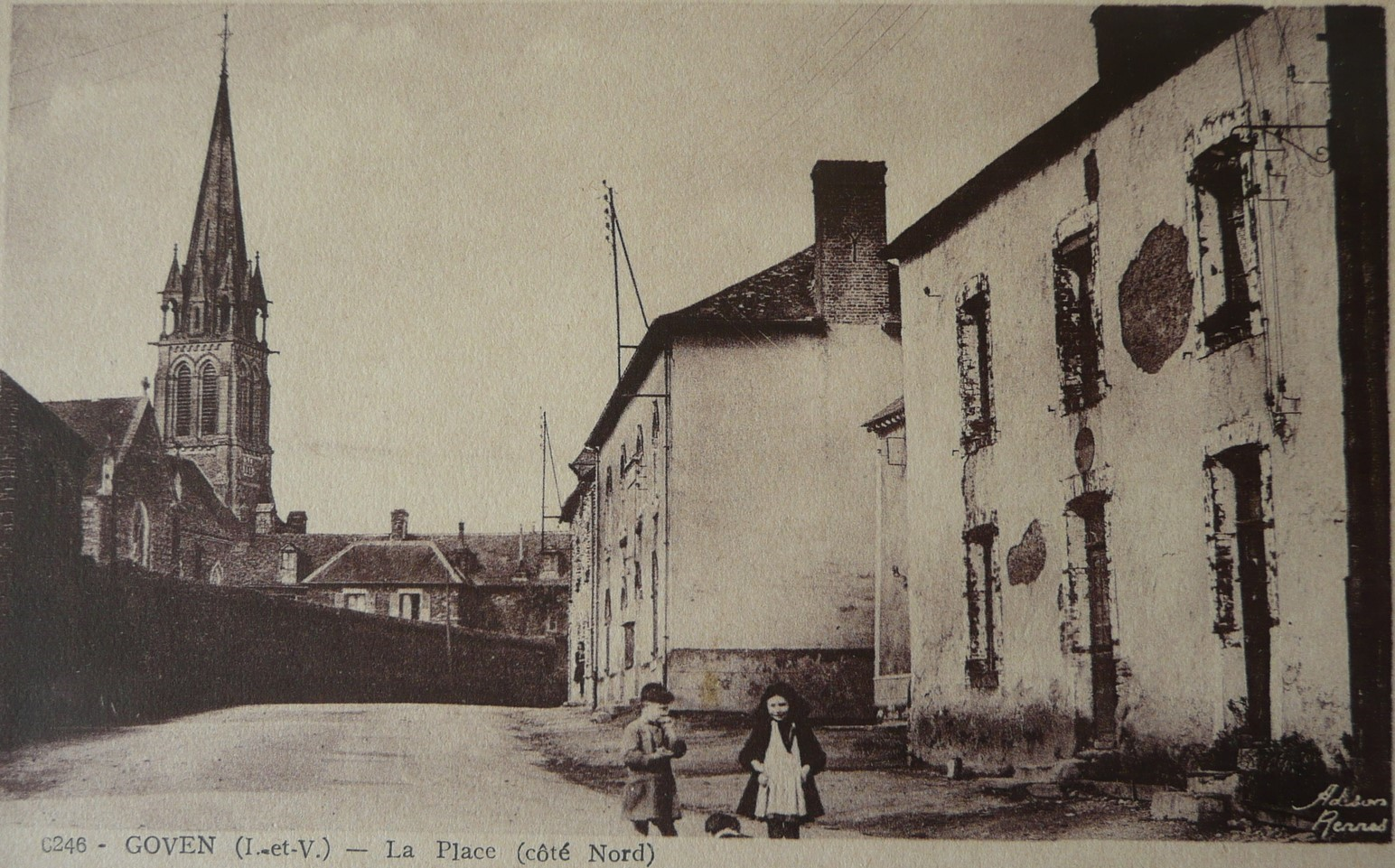
Goven : l'église et la place (côté nord) au début du XXe siècle (carte postale).
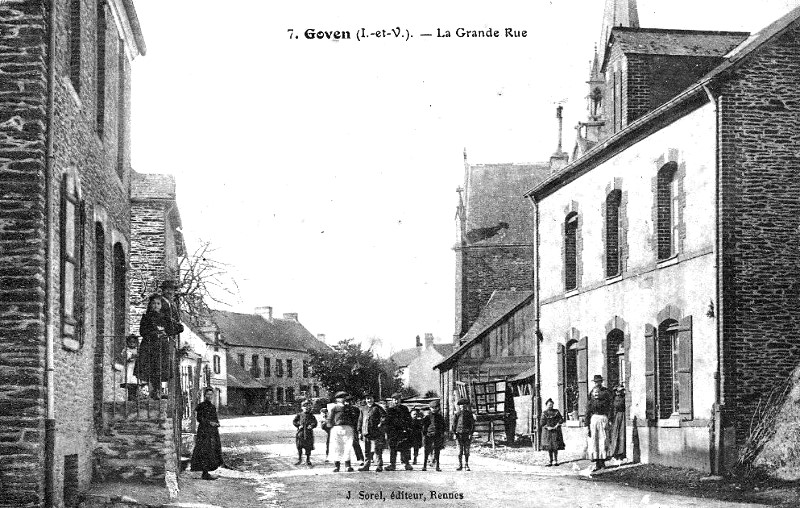
Goven : la Grande Rue au début du XXe siècle (carte postale J. Sorel).
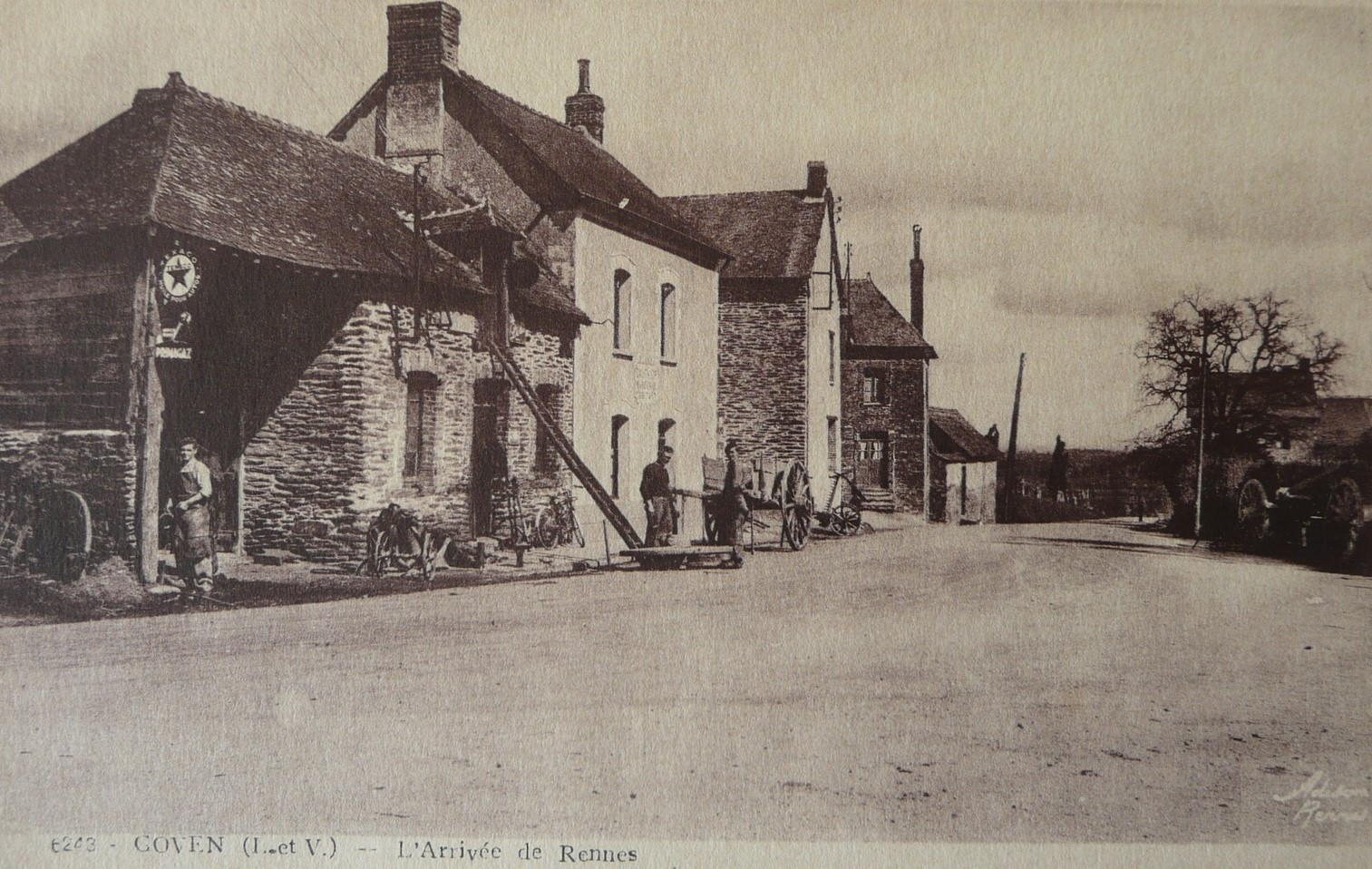
Goven : l'arrivée de la route de Rennes au début du XXe siècle (carte postale).
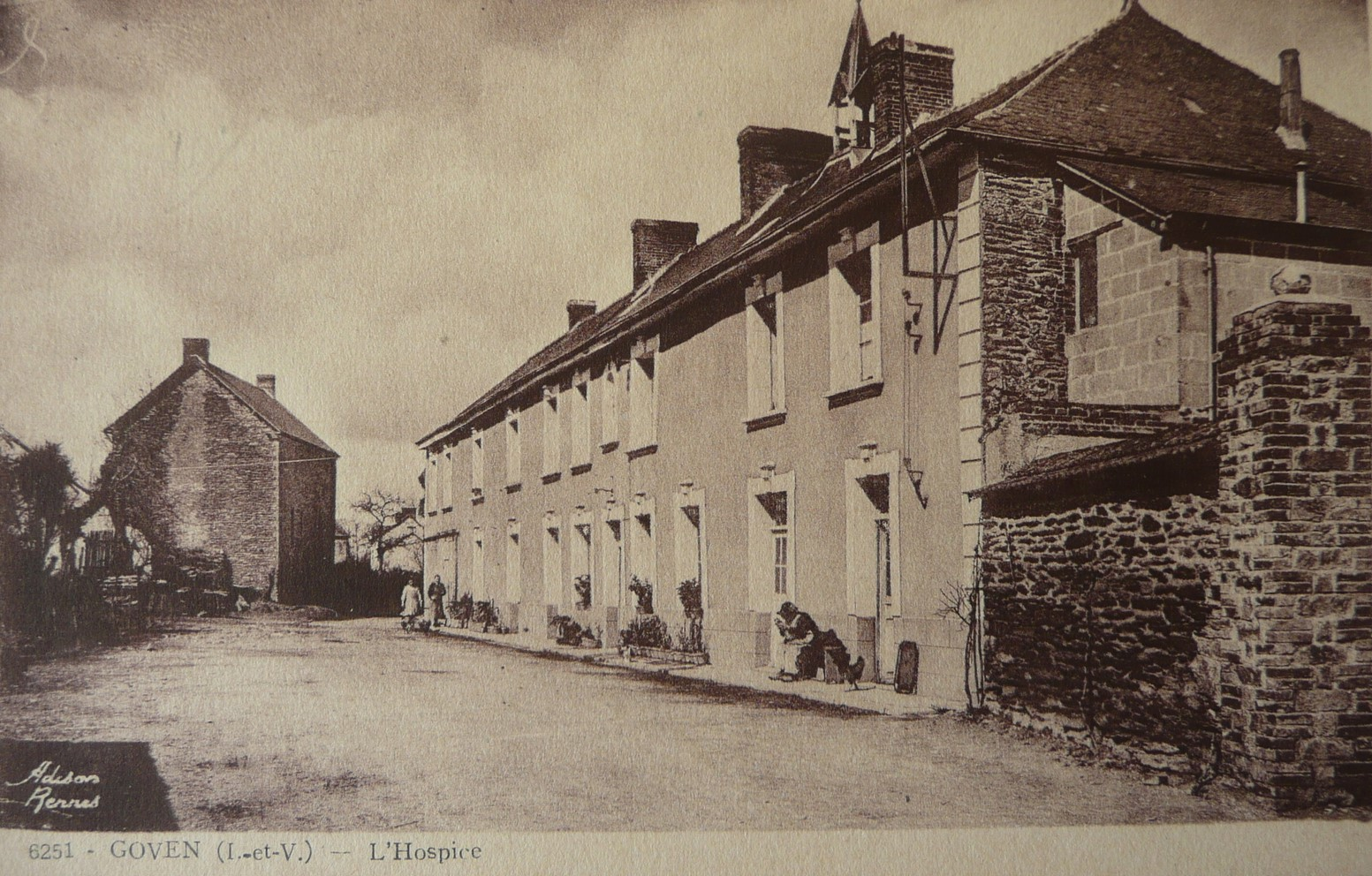
L'hospice de Goven au début du XXe siècle (carte postale).

Une ligne de tramway à voie métrique et voie unique des TIV (Compagnie des tramways à vapeur d'Ille-et-Vilaine) dessert Goven à partir de 1912 : les trams, qui roulaient à 25 km/h maximum, mettaient environ 3 heures pour rejoindre Rennes ! La ligne, venant de Bréal-sous-Montfort, allait jusqu'à Redon via Baulon et Maure-de-Bretagne. Elle cessa de fonctionner en 1937, faute de rentabilité, mais reprit un temps du service pendant la Seconde Guerre mondiale.
Le château de la Massaye, situé près Pont-Réan, communes de Guichen et Goven (comprenant « le château proprement dit, maison de garde, communs, pelouse, jardins potager et d'agrément, verger, douves, avenues, parc, futaies et ses réserves comprenant terres, prairies, landes, carrières et bois taillis, le tout d'un seul tenant, d'une contenance totale de 66 hectares 58 ares 04 centiares ») et ses dépendances, ainsi que la ferme de la Massaye et plusieurs autres fermes, sont mis en vente par licitation en 1913.

#### La Première Guerre mondiale
Le monument aux morts de Goven porte les noms de 96 soldats morts pour la France pendant la Première Guerre mondiale ; parmi eux 7 sont morts en Belgique (dont 5 le même jour le 22 août 1914 et un, Ange Bougot, des suites de ses blessures à l'hôpital de Liège le 25 février 1919, donc après l'armistice) ; Jean Arthur est mort de maladie en Grèce le 2 décembre 1918, donc également après l'armistice ; Paul Bougot est mort en captivité en Allemagne le 13 novembre 1914 ; tous les autres sont morts sur le sol français.

#### L'Entre-deux-guerres
Une fête dénommé "Assemblée de Blossac" était organisée chaque année le dimanche de la Trinité : une fête foraine et en cette occasion il y avait « gage de domestiques ».
En avril 1934 le comte Roger de La Bourdonnaye, maire de Goven et Croix de Feu, dans une lettre qu'il envoie à l'Inspecteur d'académie, blâme l'institutrice publique qui a fait grève le 12 février 1934 (grève organisée par la CGT et la CGTU en protestation de la manifestation violente du 6 février 1934 organisée par des ligues d'extrême-droite et des associations d'anciens combattants), l'accusant de « s'être solidarisée avec les pires éléments révolutionnaires » ; il poursuit : « la Municipalité veillera, bien entendu, à ce que les enfants, heureusement encore peu nombreux à Goven, dont les parents sont assez aveugles pour les laisser à de tels éducateurs, ne souffrent pas d'un manque d'aménagement hygiénique à l'école, mais ne consentira pas de sacrifices pour l'aménagement du logement personnel de l'institutrice ».
Le comte de La Bourdonnaye était aussi président des Comités royalistes d'Ille-et-Vilaine et l'un des animateurs, avec Henri Dorgères, d'une publication bi-hebdomadaire La Province; qui soutenait l'Action française ; lors d'une perquisition organisée au château de Blossac en mars 1935 « les enquêteurs trouvèrent (...) une lettre signée d'un royaliste et l'invitant à provoquer une révolte paysanne, afin de prendre le pouvoir par la violence ».
Le 31 juillet 1938 est bénie par le chanoine Lemoine, représentant Mgr Mignen, en présence d'une foule de pèlerins venus de toutes les paroisses avoisinantes, la nouvelle chapelle de Sainte-Anne-de-l'Hermitage. Le journal L'Ouest-Éclair souligne « l'admirable population de Goven qui, par ses dons et ses charitables « corvées » dignes du Moyen-Âge, a permis une aussi pieuse initiative ».

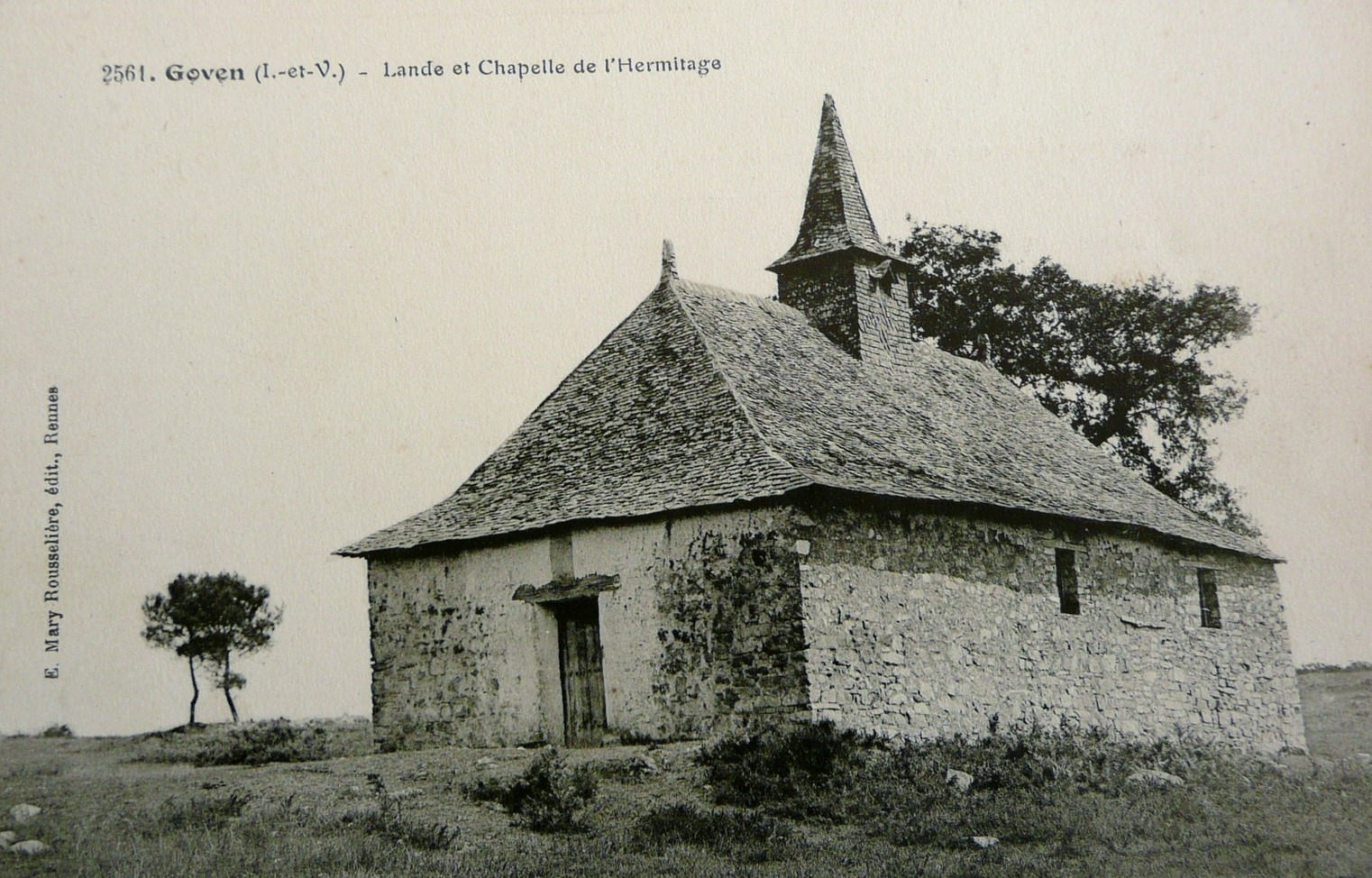
Goven : l'ancienne chapelle de L'Hermitage (remplacée par l'actuelle en 1938).
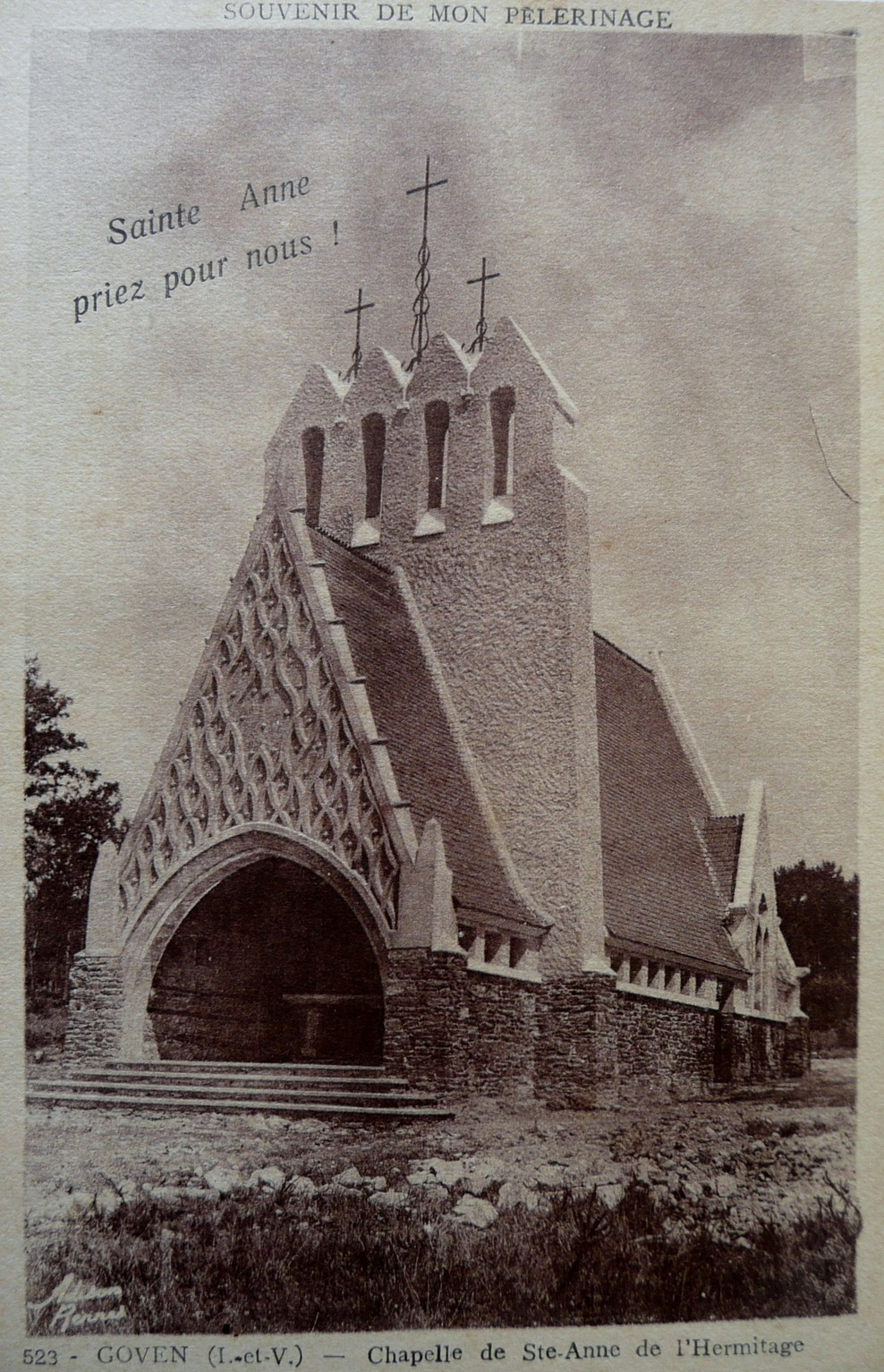
Goven : la nouvelle chapelle de L'Hermitage (carte postale, 1938).
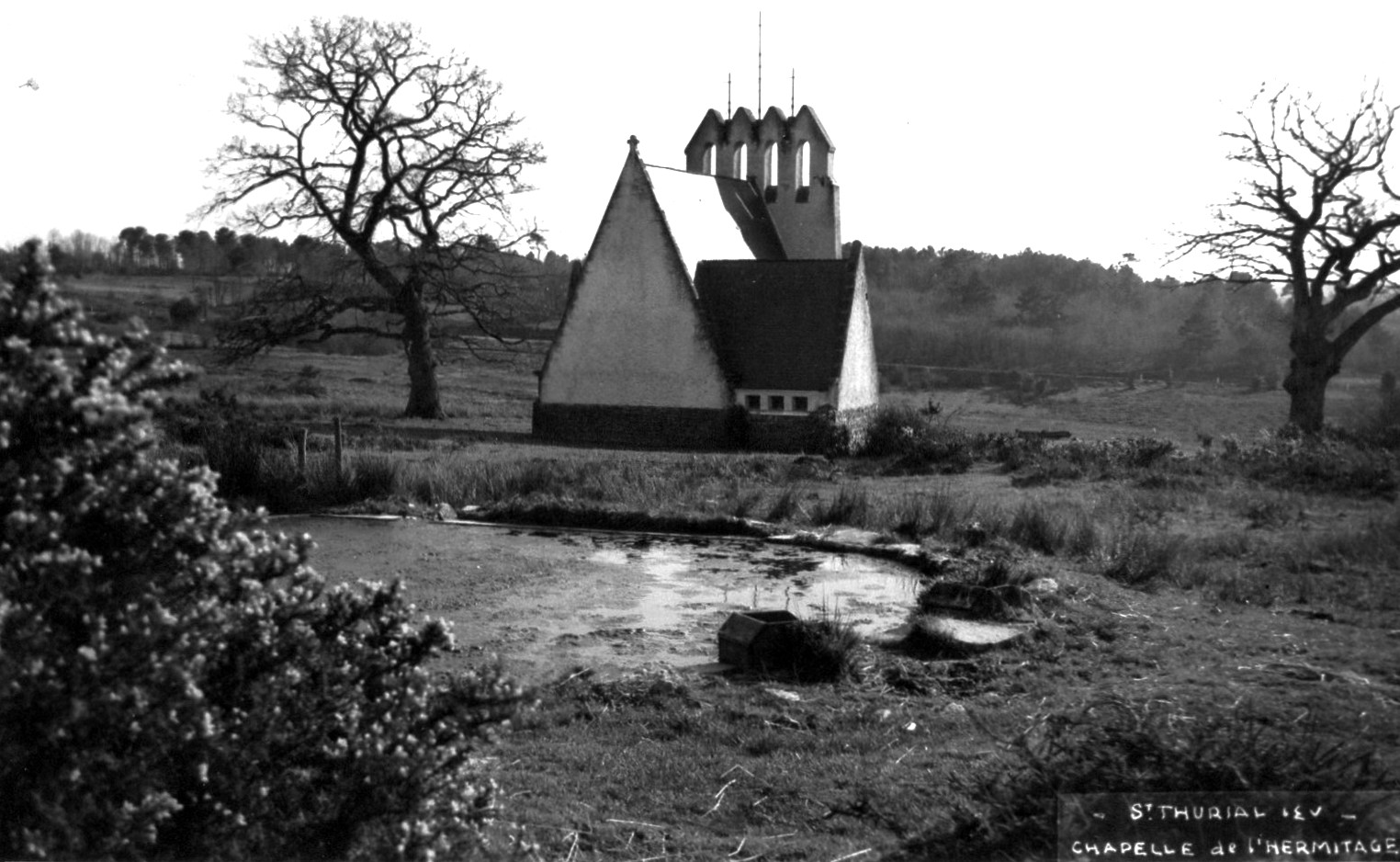
La chapelle de l'Hermitage et le lavoir de Goven.

#### La Seconde Guerre mondiale
Le monument aux morts de Goven porte les noms de 9 personnes mortes pour la France pendant la Seconde Guerre mondiale : parmi elles, André Arthur est mort lors de Bataille de France au printemps 1940 ; Eugène Allo est mort en captivité en Allemagne en 1940 ; Armand Daniel, résistant, est mort en déportation, après être passé par les camps de concentration de Dachau et Mauthausen, à Melk (Autriche) le 17 décembre 1944 ; Marcel Jouet, est mort en déportation le 4 mars 1945 au kommando de travail de Watenstedt-Salzgitter (Allemagne).
Émile Gernigon, qui habitait la ferme de Bolac, cacha des résistants FTP et des armes. Il fut arrêté par les nazis le 24 mai 1944. L'un de ceux qu'il avait abrités l'avait dénoncé sous la torture de la Gestapo. Après leur arrestation, Emile Gernigon, son frère André et un ouvrier agricole, Armand Daniel, furent enfermés et évacués dans une voiture. Sur la route de Goven, on les obligea de regarder leur ferme en proie de flammes. Avec d'autres camarades, Émile Gernigon, à l'âge de 32 ans fut fusillé le 30 juin 1944 au camp de la Maltière en Saint-Jacques-de-la-Lande ; son frère André Gernigon et Amand Daniel furent déportés en Allemagne.
La 12ème Compagnie du 3ème Bataillon F.F.I. d'Ille-et-Vilaine est constituée le 6 août 1944 sous les ordres du capitaine Jubin et installe ses quartiers au Monterfil et à Paimpont ( elle est baptisée Henri Moras, pour honorer cet homme abattu en service à l'entrée de Paimpont par un officier SS qui fuyait se cacher en forêt). Tous les groupes qui en sont membres avaient, avant cette date, déjà participé à des actions de sabotage et à des embuscades contre des convois allemands. Elle reçut comme mission le nettoyage de la présence allemande en forêt de Paimpont, en coopération avec l'armée américaine. Sur les 800 Allemands faits prisonniers en Forêt de Paimpont, environ 350 le furent par la 12e compagnie FFI et furent remis aux Américains ou convoyés au camp de prisonniers de Vezin-le-Coquet.

#### L'après Seconde Guerre mondiale
4 soldats originaires de Goven (André Chapin, Joseph Monnier, Marcel Richomme et Édouard Ruffet) sont morts pour la France pendant la Guerre d'Indochine.

## Héraldique
| Blason | Blasonnement : De vair à la fasce de gueules chargée d'un huchet d'or lié de sable. |

## Économie
(août 2023).
Si vous disposez d'ouvrages ou d'articles de référence ou si vous connaissez des sites web de qualité traitant du thème abordé ici, merci de compléter l'article en donnant les références utiles à sa vérifiabilité et en les liant à la section « Notes et références ».
La ZA de la Corbière est située au nord-est de la commune de Goven. Elle longe la voie express Rennes-Redon. 24 entreprises sont implantées dans la ZA, les d'activités développées sont : la chaudronnerie, le transport, la construction, la maçonnerie, l'isolation, l'aluminium, la nutrition animale, la distribution de produits industriels…
De nombreux commerces sont implantés dans le bourg de Goven. Une cinquantaine d'artisans et commerçants Govenais sont regroupés au sein de l'association GOVAEC.
La commune de Goven compte trente-six exploitations agricoles.

## Politique et administration

### Liste des maires

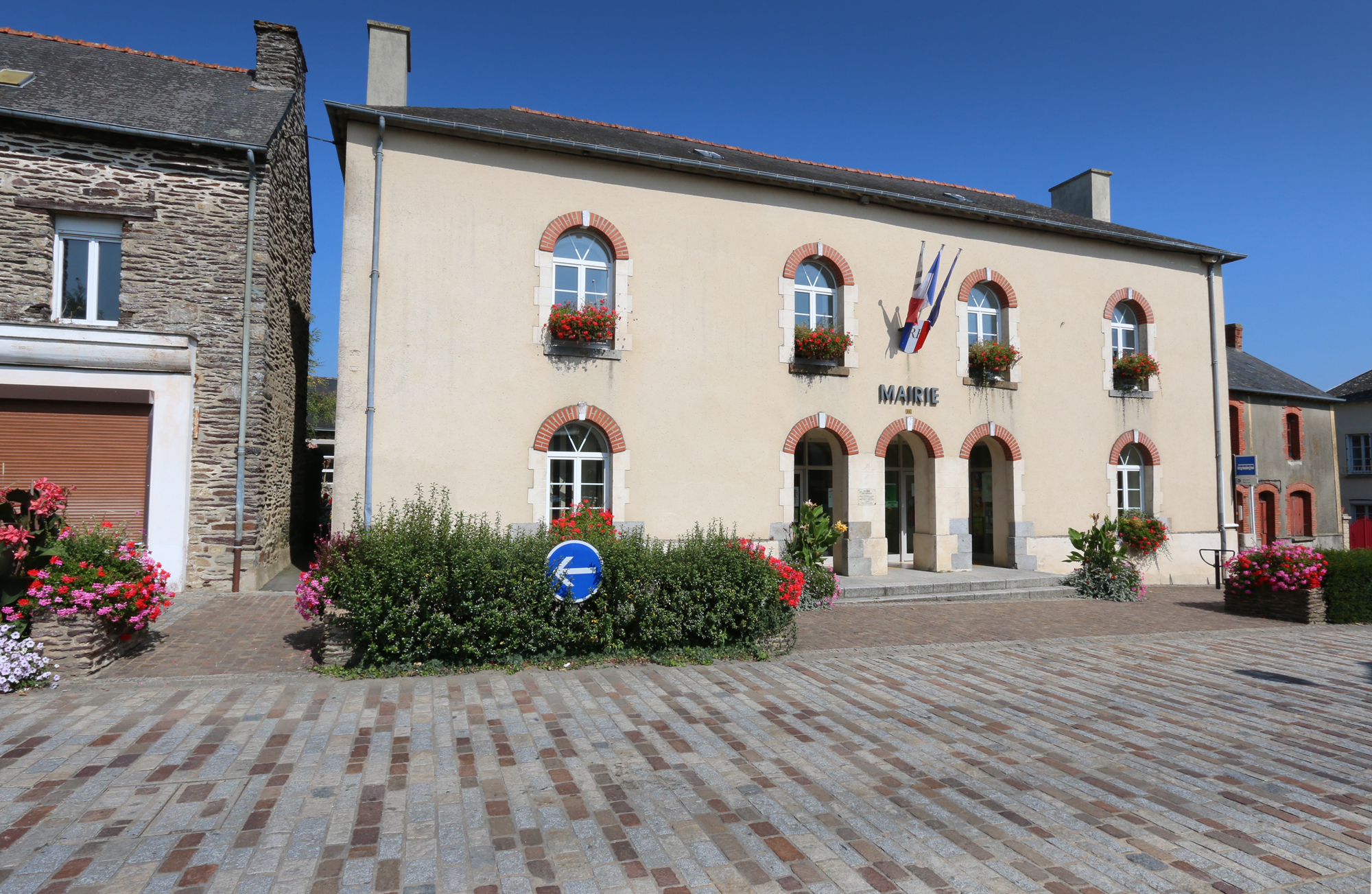
Mairie de Goven

| Période                                  | Période    | Identité                         | Étiquette | Qualité |
| ---------------------------------------- | ---------- | -------------------------------- | --------- | --- |
| Les données manquantes sont à compléter. |            |                                  |           | |
| 1793                                     | 1797       | Louis Julien Filly               |           | Sieur du Perray, avocat à la cour et sénéchal de Blossac. |
| 1797                                     | 1799       | Thomas Anne Gralan               |           | Notaire. |
| 1800                                     | 1803       | Claude Hubert de La Hayrie       |           | Comte. |
| 1804                                     | 1805       | Jean-Pierre Crespin.             |           | Percepteur. |
| 1805                                     | 1810       | Jean Blain de Saint-Aubin        |           | Maire entre le 7 avril 1805 et le 20 janvier 1810. Garde du corps du roi. Habitait l'ancien château de la Tournerais. |
| 1810                                     | 1812       | A. Aubin ? (nom quasi illisible) |           | |
| 1812                                     | 1815       | Bronnais                         |           | |
| 1815                                     | 1829       | Claude Hubert de la Hayrie       |           | Déjà maire entre 1800 et 1803. |
| 1830                                     | 1830       | Henry Rouault de Livoudray       |           | Ancien officier des gardes du corps du roi. Maire entre le 13 juillet 1830 et le 19 septembre 1830 |
| 1830                                     | 1834       | Jean Mény                        |           | Cultivateur. |
| 1834                                     | 1837       | Pierre Piel                      |           | Laboureur. |
| 1837                                     | 1872       | Joseph Boutin                    |           | Propriétaire. Cultivateur. |
| 1872                                     | 1891       | Roger de La Bourdonnaye          |           | Marquis de La Bourdonnaye-Blossac (Fils d'Arthur Charles Esprit de La Bourdonnaye, qui fut député du Morbihan.) et Conseiller Général du Morbihan.                                                                              |
| 1891                                     | 1906       | Pie de La Bourdonnaye            |           | Marquis de La Bourdonnaye, Comte de Blossac, Vicomte de Coëteon. Sous-lieutenant aux Mobiles d'Ille-et-Vilaine pendant la Guerre de 1870-1871.                                                                                  |
| 1906                                     |            | Charles de Lancrau               |           | Comte de Bréon. Polytechnicien. Chef d'escadron au 7e régiment d'artillerie. Officier de la Légion d'honneur. Il fut l'un des deux juges qui, lors du procès de Rennes en 1899 osèrent voter pour l'innocence d'Alfred Dreyfus. |
| avant 1923                               | 1944       | Roger de La Bourdonnaye          |           | Fils de Pie de la Bourdonnaye, maire entre 1891 et 1906. Confirmé par le Régime de Vichy. Frappé d'inéligibilité en avril 1945.                                                                                                 |
|                                          |            |                                  |           | |
| 1964                                     | juin 1995  | Robert Garel                     |           | Agriculteur, maire honoraire Vice-président de l'ACSOR. |
| juin 1995                                | mars 2008  | Marcel Petry                     | DVG       | Agriculteur. |
| mars 2008                                | avril 2018 | Philippe Gourronc                | DVG       | Professeur. Président de Vallons de Haute-Bretagne Communauté(2014 → 2018). |
| avril 2018                               | En cours   | Norbert Saulnier                 | DVG       | Retraité. |

### Jumelages
Goven est membre du comité de jumelage du canton de Guichen et est jumelée avec quatre villes d'autres pays :
- Villafranca de los Barros (Espagne) depuis 1990
- Skerries (Irlande) depuis 1990
- Milevsko (Tchéquie) depuis 1990
- Śrem (Pologne) depuis 1990

## Démographie
L'évolution du nombre d'habitants est connue à travers les recensements de la population effectués dans la commune depuis 1793. Pour les communes de moins de 10 000 habitants, une enquête de recensement portant sur toute la population est réalisée tous les cinq ans, les populations de référence des années intermédiaires étant quant à elles estimées par interpolation ou extrapolation. Pour la commune, le premier recensement exhaustif entrant dans le cadre du nouveau dispositif a été réalisé en 2008.

En 2022, la commune comptait 4 326 habitants, en évolution de −1,73 % par rapport à 2016 (Ille-et-Vilaine : +5,46 %, France hors Mayotte : +2,11 %).
| 1793  | 1800 | 1806  | 1821  | 1831  | 1836  | 1841  | 1846  | 1851  |
| ----- | ---- | ----- | ----- | ----- | ----- | ----- | ----- | ----- |
| 1 765 | 921  | 1 926 | 2 031 | 2 068 | 2 020 | 1 998 | 2 003 | 2 177 |

| 1856  | 1861  | 1866  | 1872  | 1876  | 1881  | 1886  | 1891  | 1896  |
| ----- | ----- | ----- | ----- | ----- | ----- | ----- | ----- | ----- |
| 2 159 | 2 152 | 2 167 | 2 252 | 2 350 | 2 357 | 2 354 | 2 372 | 2 209 |

| 1901  | 1906  | 1911  | 1921  | 1926  | 1931  | 1936  | 1946  | 1954  |
| ----- | ----- | ----- | ----- | ----- | ----- | ----- | ----- | ----- |
| 2 095 | 2 052 | 2 019 | 1 835 | 1 809 | 1 760 | 1 715 | 1 660 | 1 648 |

| 1962  | 1968  | 1975  | 1982  | 1990  | 1999  | 2006  | 2008  | 2013  |
| ----- | ----- | ----- | ----- | ----- | ----- | ----- | ----- | ----- |
| 1 690 | 1 763 | 2 149 | 2 270 | 2 638 | 2 967 | 3 687 | 3 890 | 4 417 |

| 2018  | 2022  | - | - | - | - | - | - | - |
| ----- | ----- | - | - | - | - | - | - | - |
| 4 324 | 4 326 | - | - | - | - | - | - | - |

## Lieux et monuments
La commune abrite un monument historique :
- Le château de Blossac, construit à partir du XVIIe siècle près de l'ancien manoir renaissance transformé en grosse ferme, restauré lui-même à la fin du XIXe siècle[70].

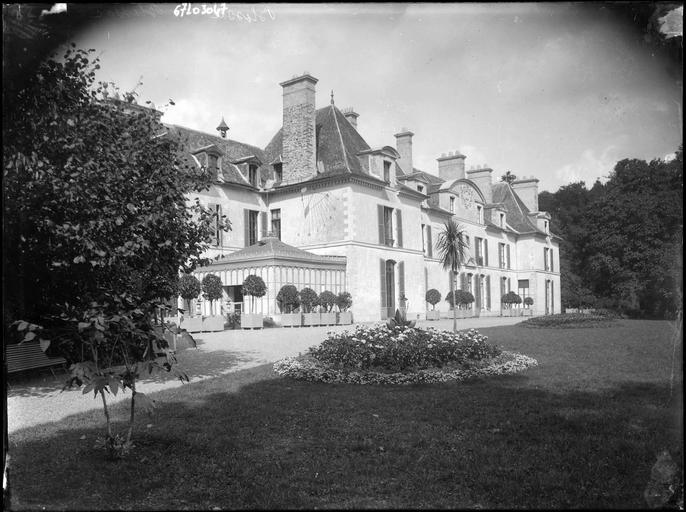
Château de Blossac : Façade sur parc.
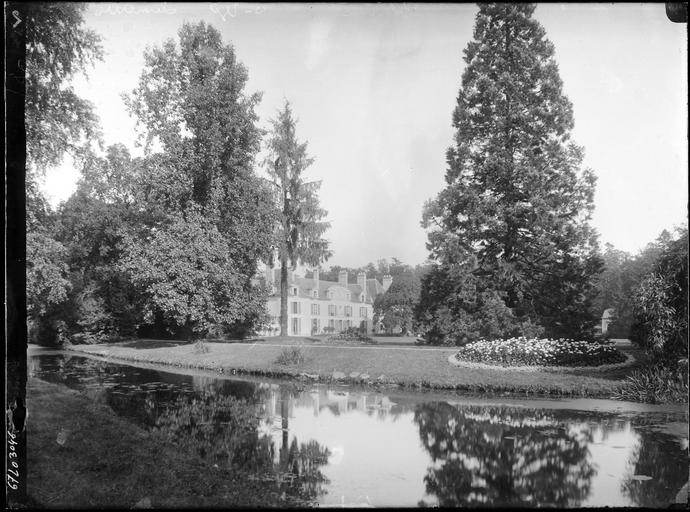
Château de Blossac : Ensemble sur parc, rivière au premier plan.
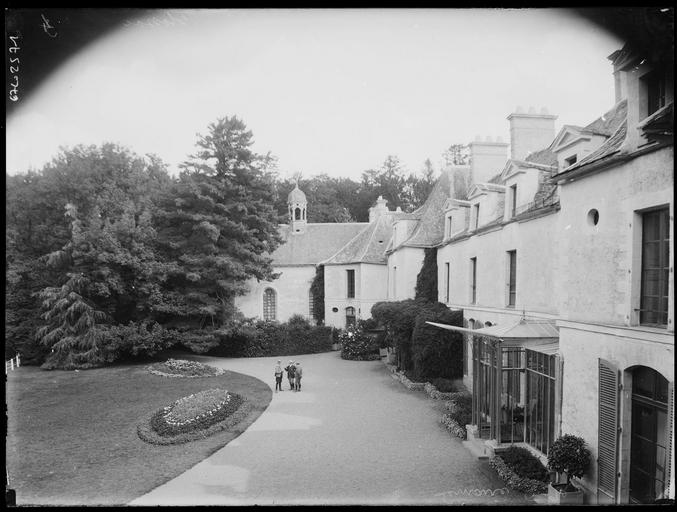
Château de Blossac : Chapelle et façade sur cour.
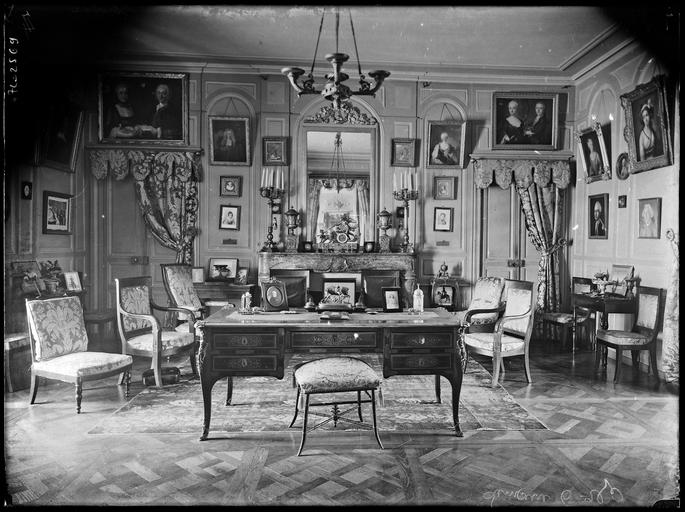
Château de Blossac : Un bureau vers 1910.

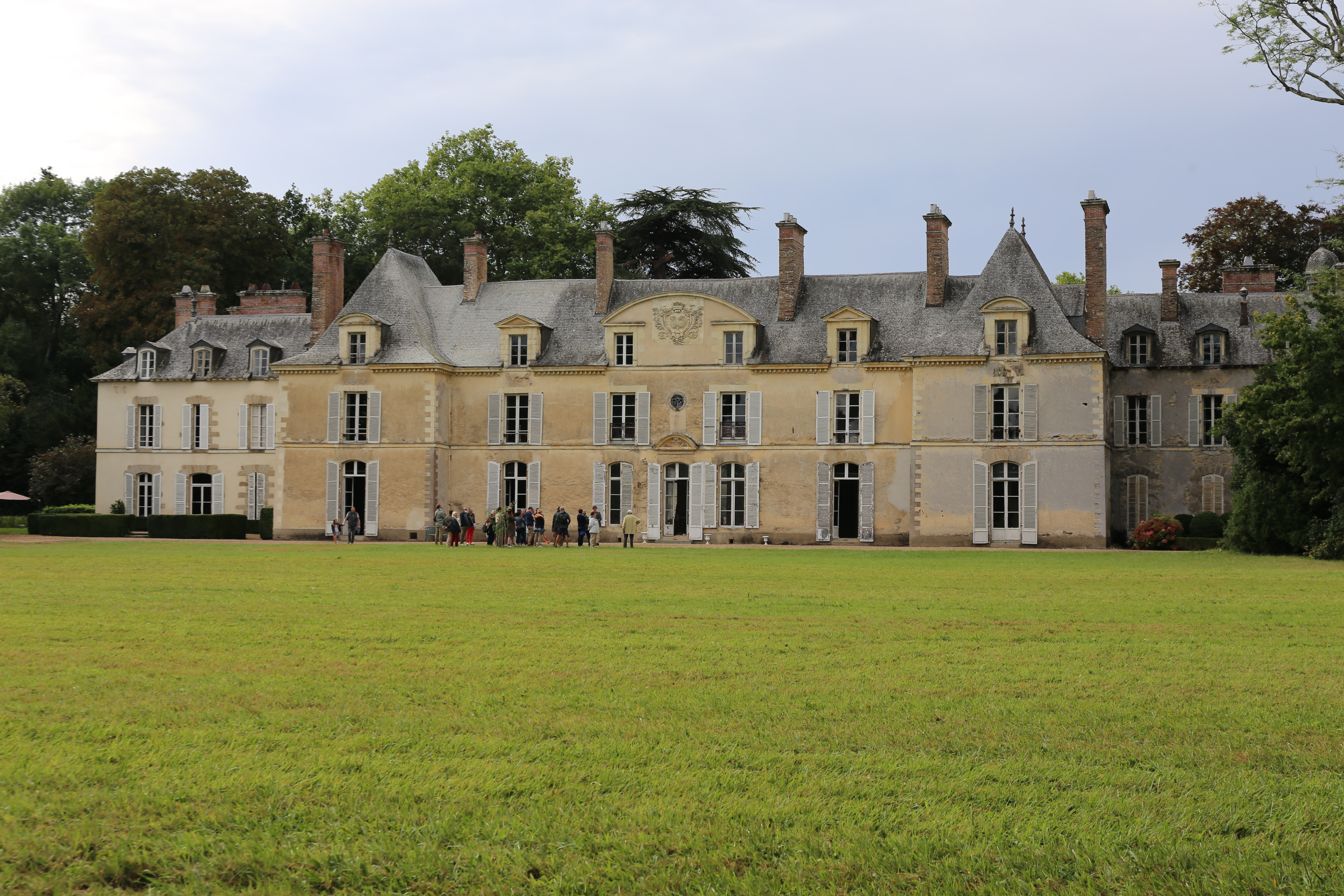
Château de Blossac : vue extérieure d'ensemble.
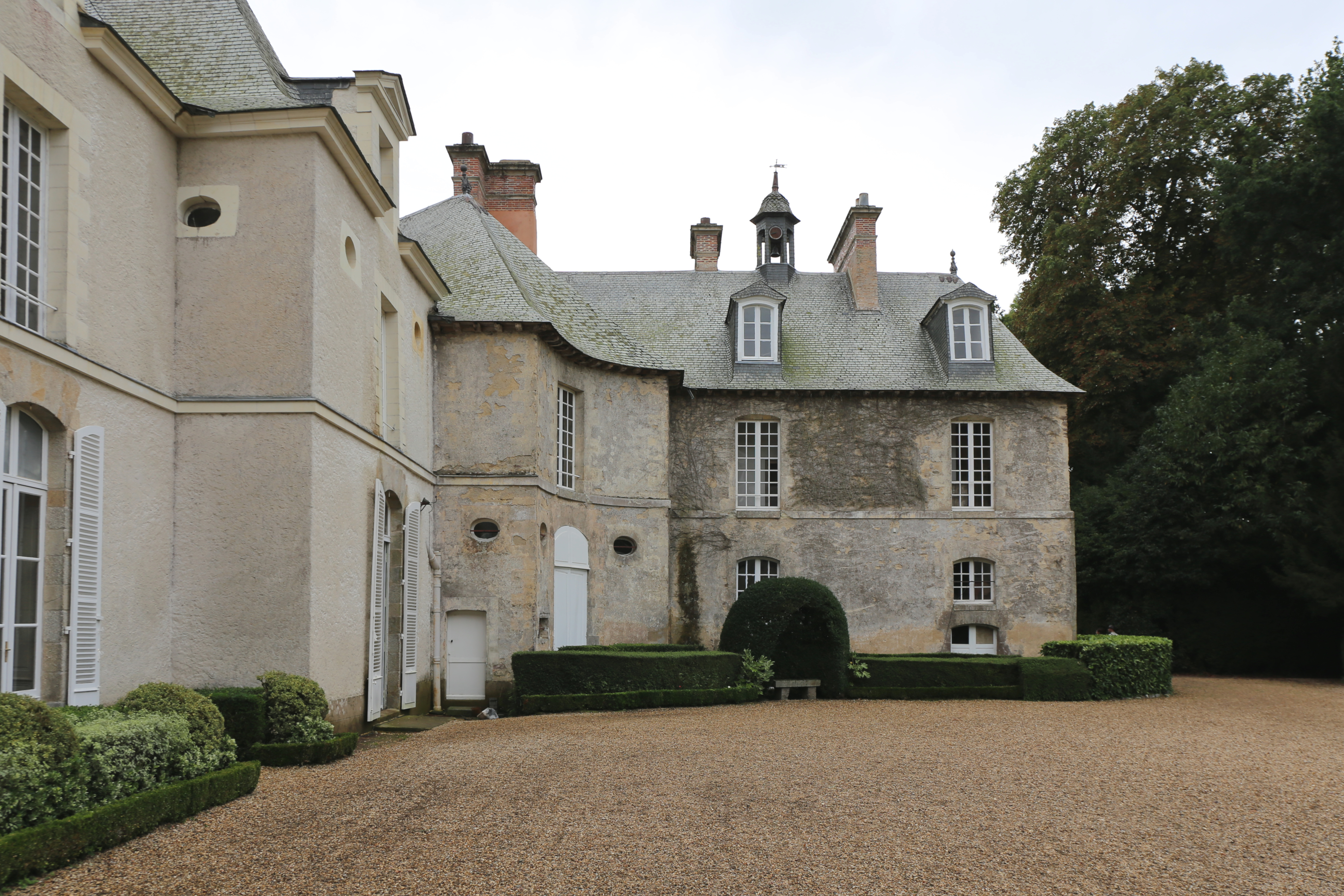
Château de Blossac : façade ouest sur la cour d'honneur.
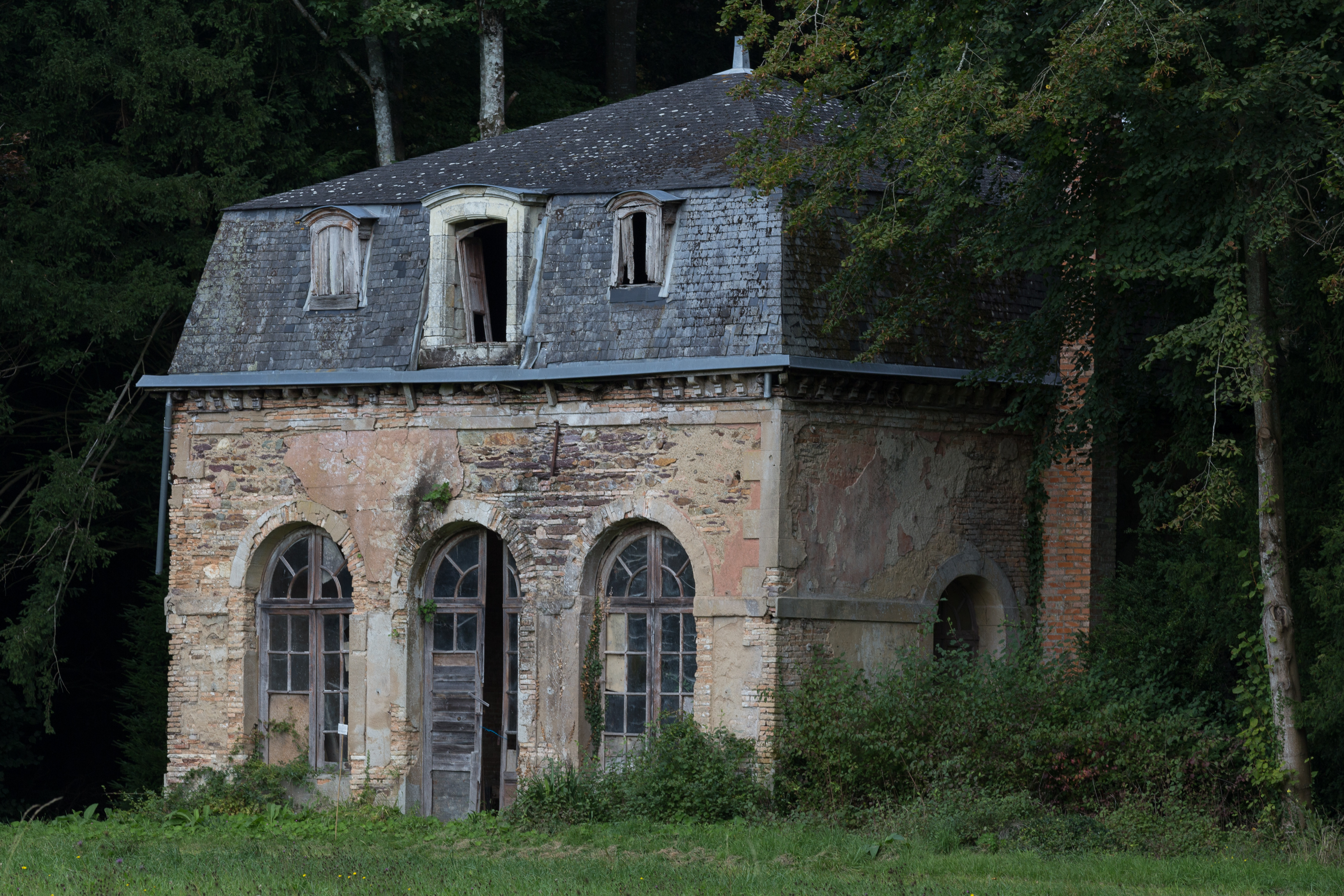
L'orangerie du château de Blossac.
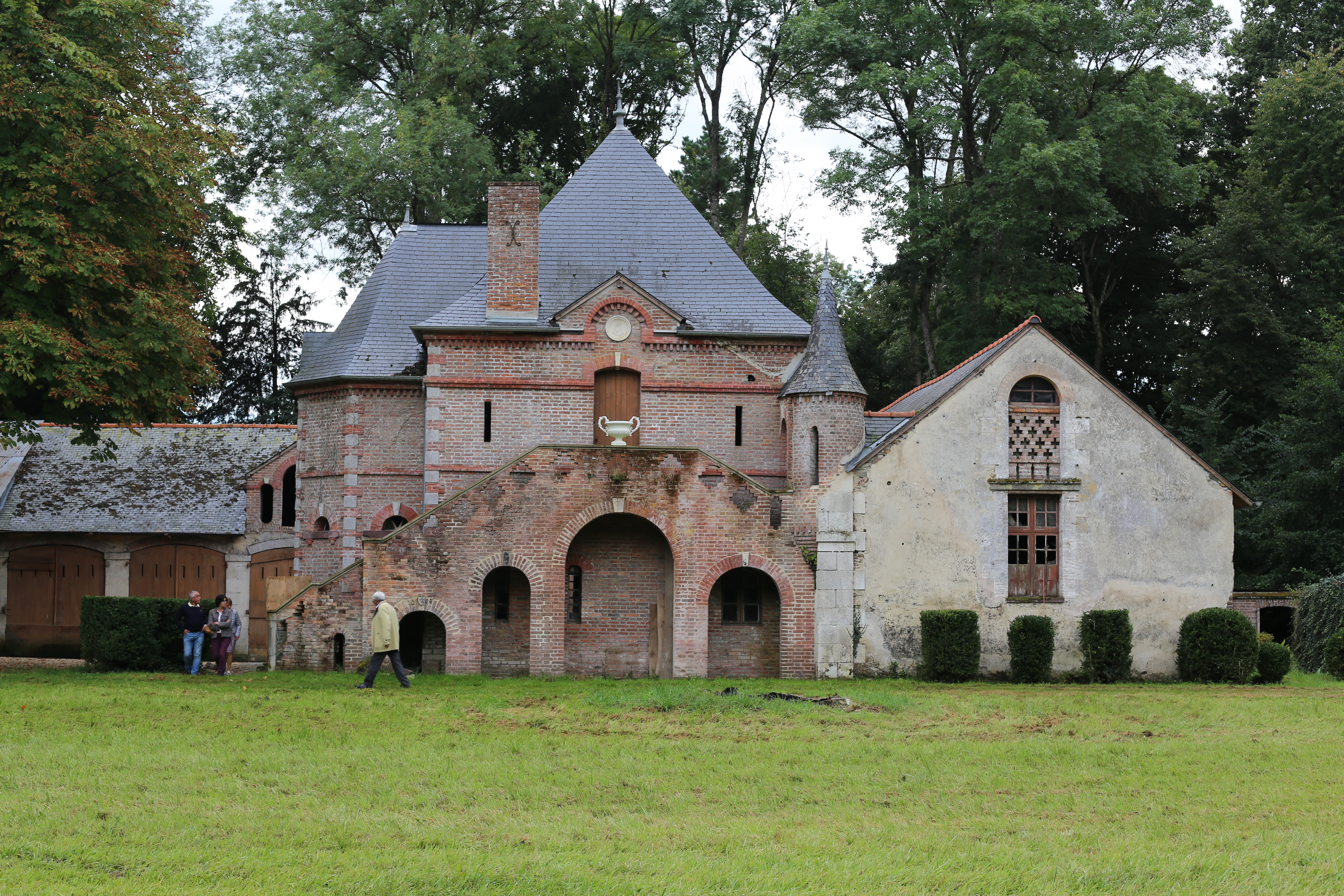
Château de Blossac : les communs.
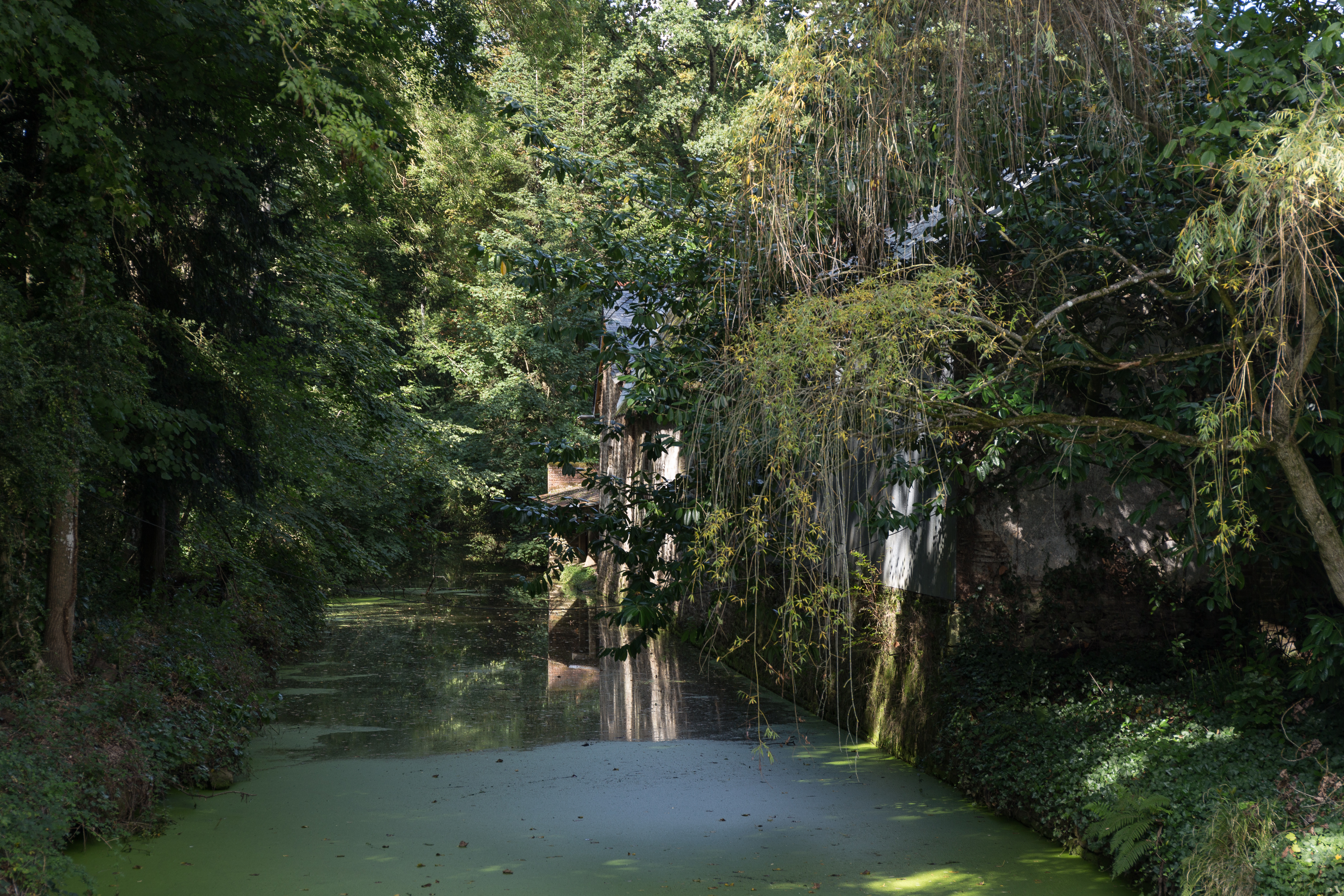
Canal de ceinture du château de Blossac.
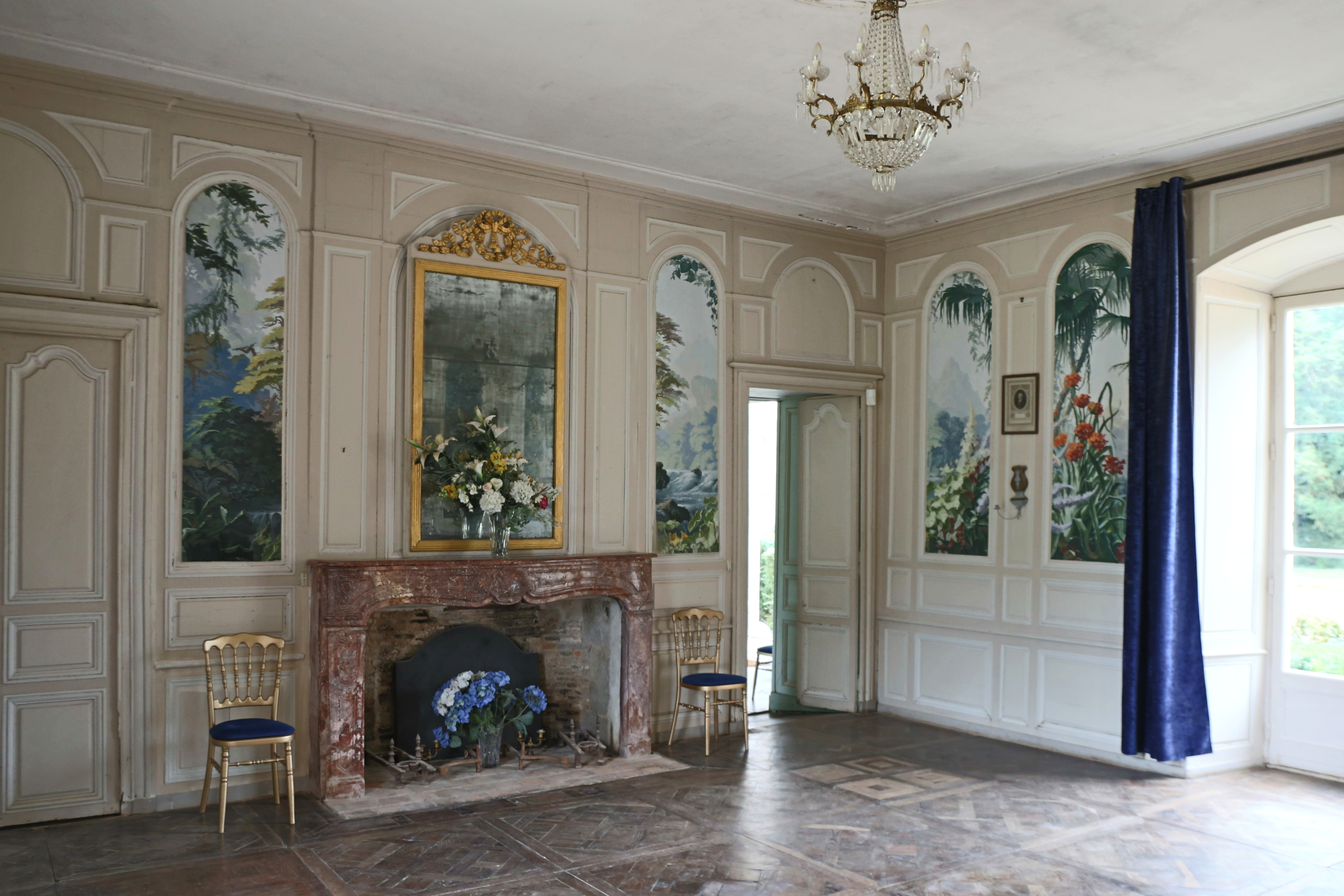
Château de Blossac : un salon restauré du rez-de-chaussée.

Autres monuments :
- L'église Saint-Martin-et-Saint-Goulven, construite de 1849 à 1854 par Jacques Mellet[71].

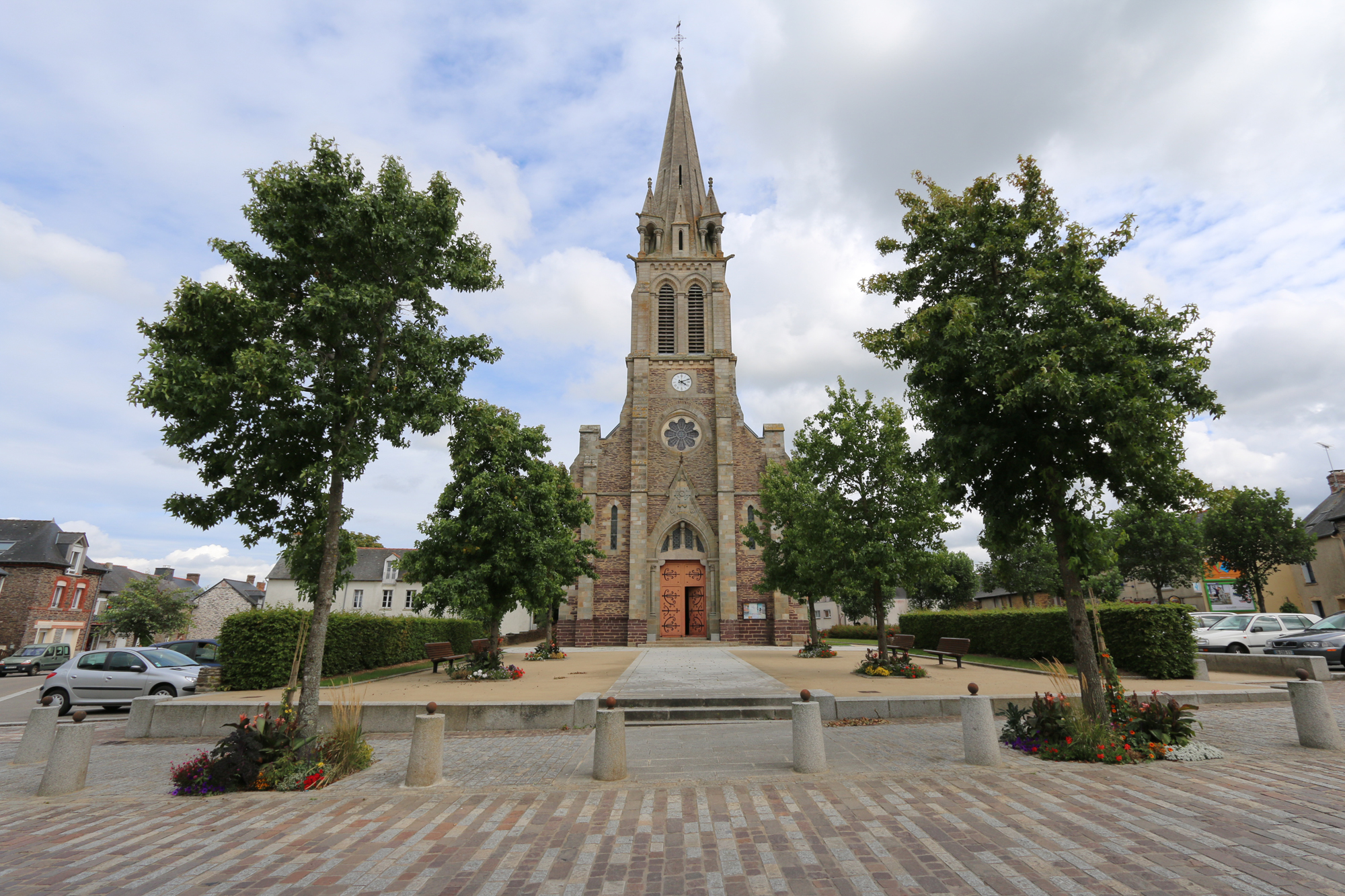
Église Saint-Martin : vue extérieure d'ensemble.
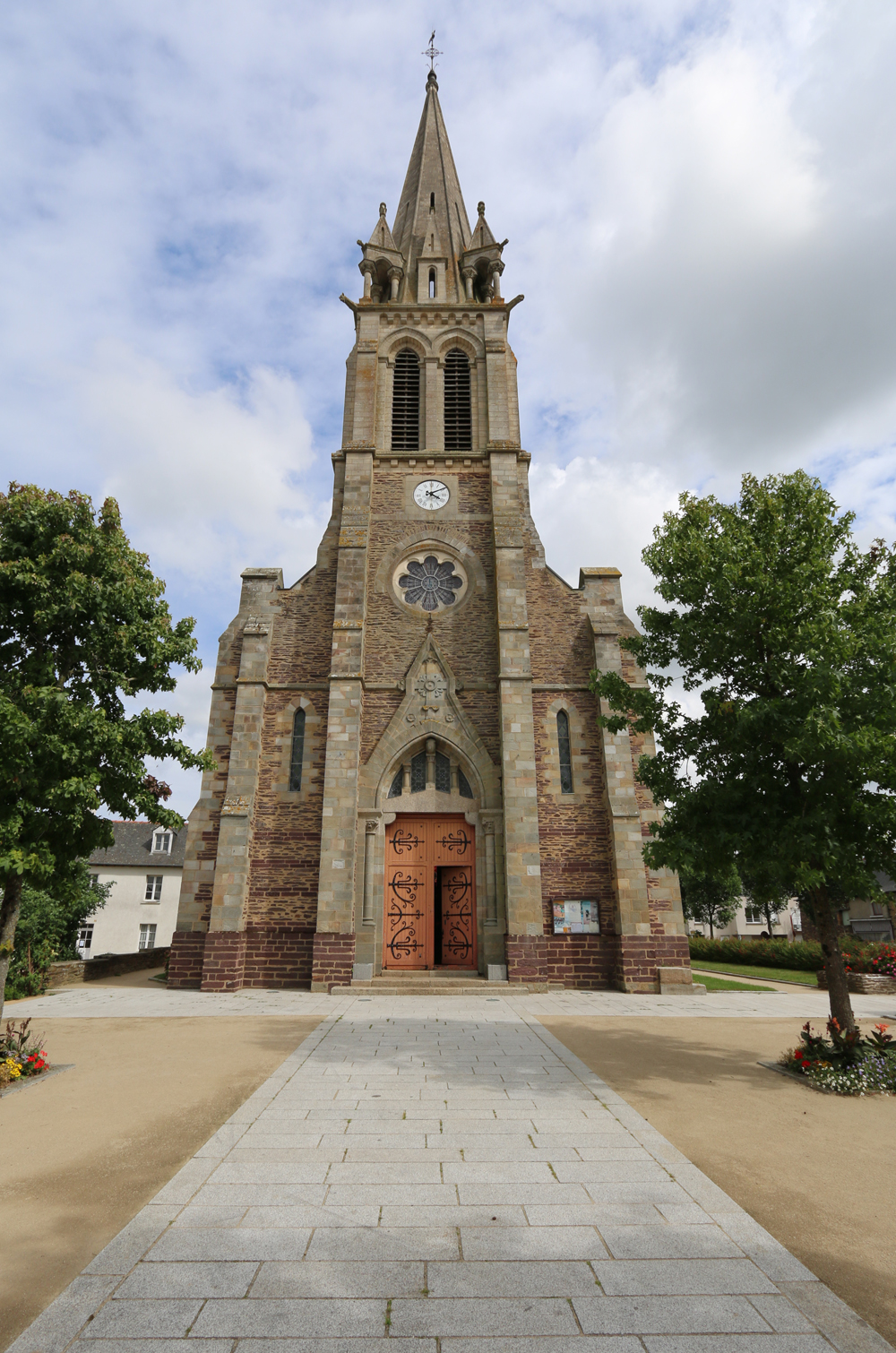
Église Saint-Martin : la façade.
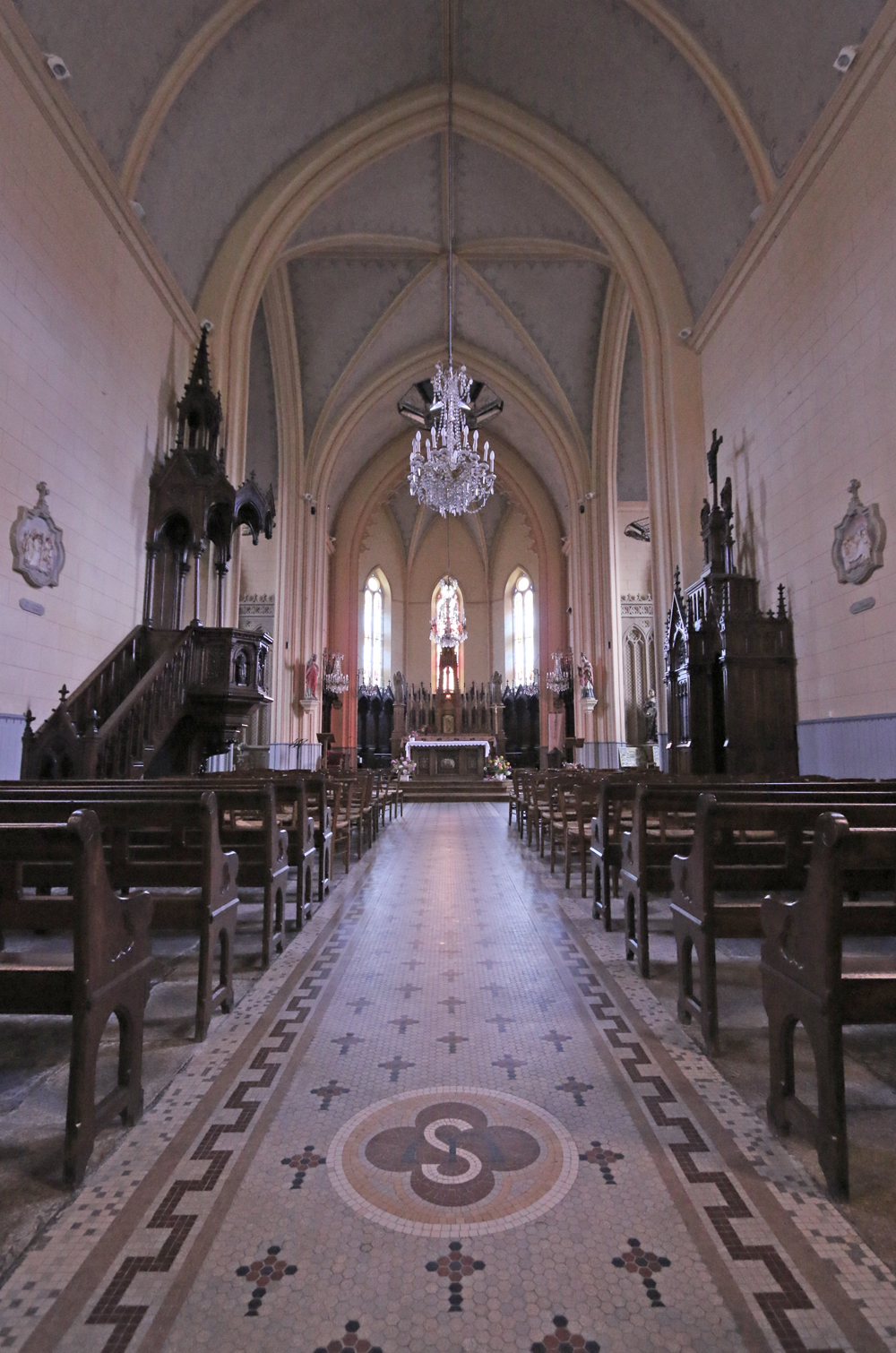
Église Saint-Martin : vue intérieure en direction du chœur.
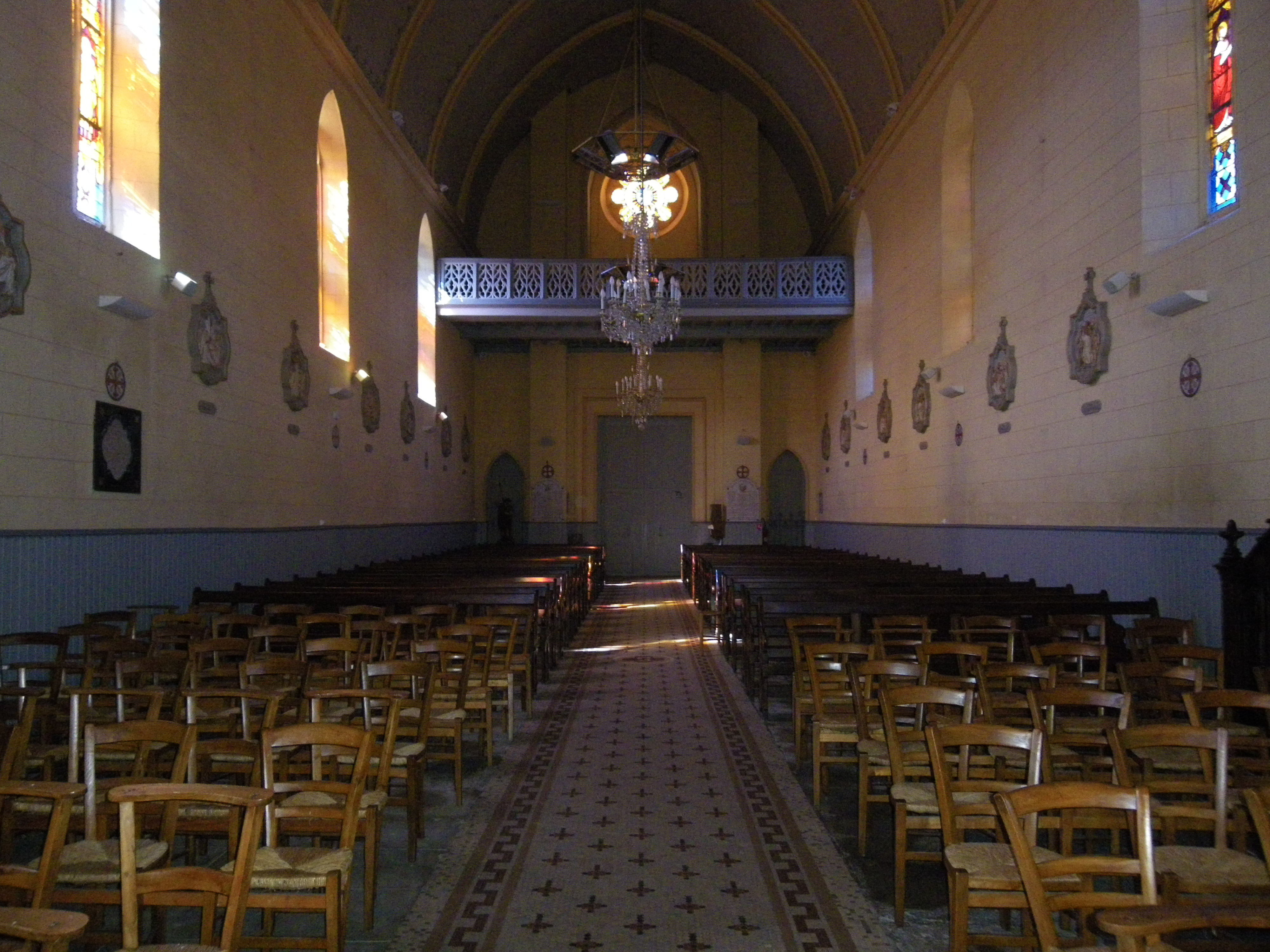
Église Saint-Martin : vue intérieure en direction de l'arrière.

- La chapelle Notre-Dame de l'Hermitage, construite en 1938[72] après démolition d'une chapelle du XVIIe siècle et bénie par le chanoine Lemoine, représentant Mgr Mignen le 31 juillet 1938[73]. Elle contient :
  - un groupe sculpté du XVIe siècle représentant sainte Anne[74]
  - un maître-autel en marbre[75]
  - un retable architecturé à niche[76]
  - une clôture de chœur[77]

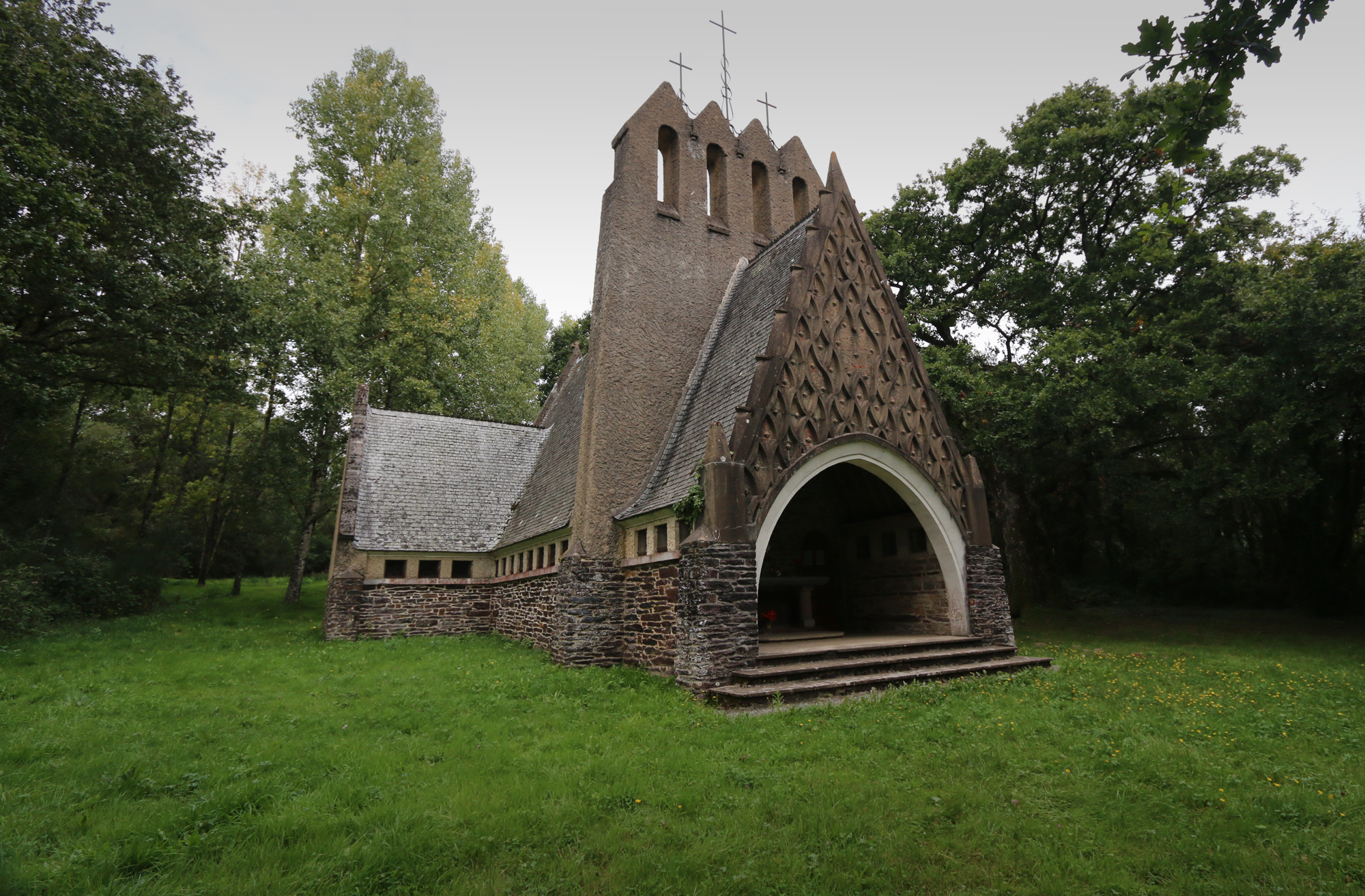
Chapelle de l'Hermitage.

- Le manoir de la Feuillée (détruit ; il datait du XVIIIe siècle[78].
- Le manoir de Beaulac (détruit, seule subsiste la chapelle)[79].
- Le château de Lampâtre, ou dit des Étangs, construit par les de Bréon (noblesse d'Empire en remplacement d'un ancien château datant du XVIIe siècle) ; il a brûlé mystérieusement en 1962 et reconstruit en villa[80].

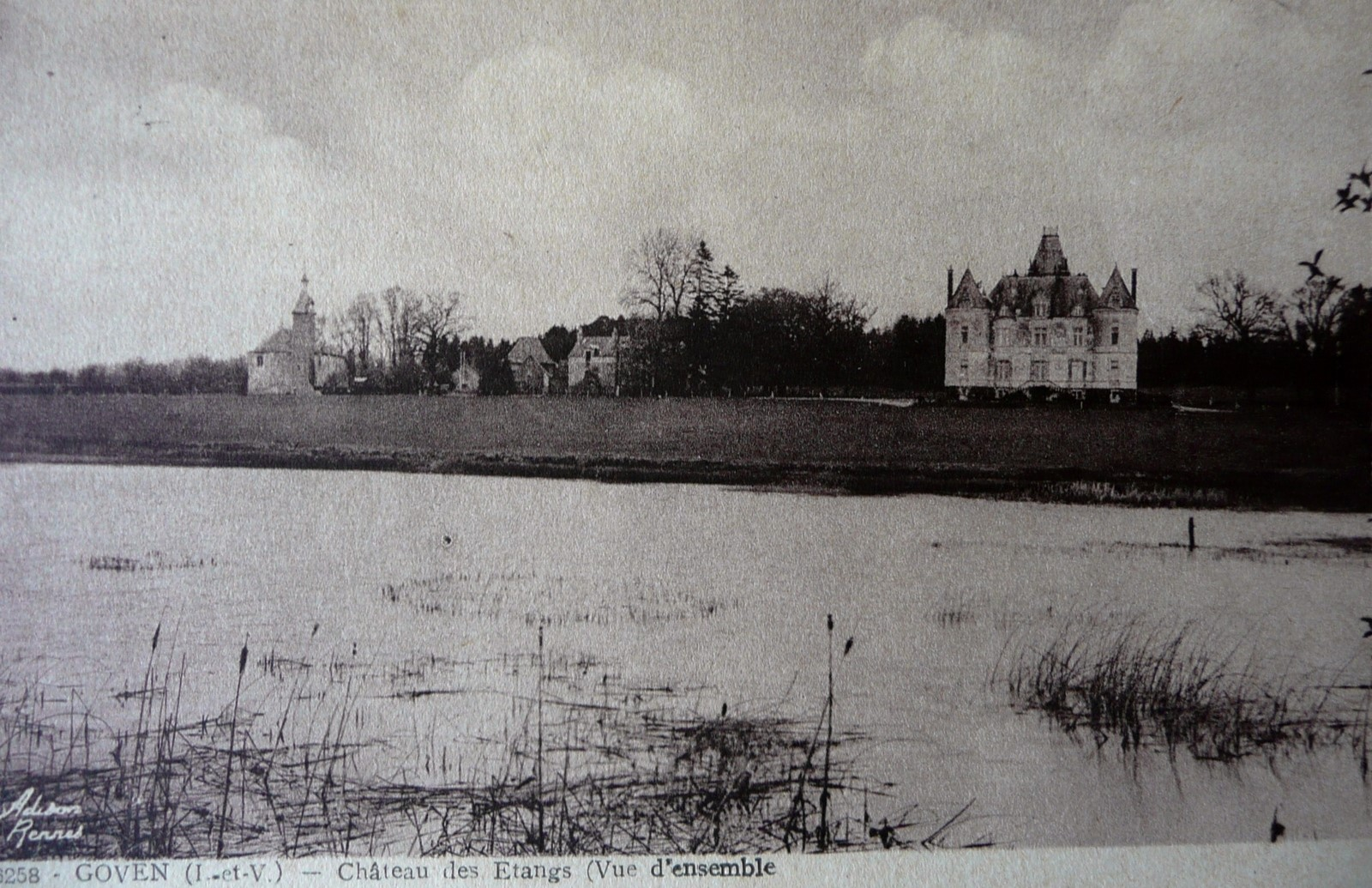
Goven : le château des Étangs et sa chapelle au début du XXe siècle (carte postale).
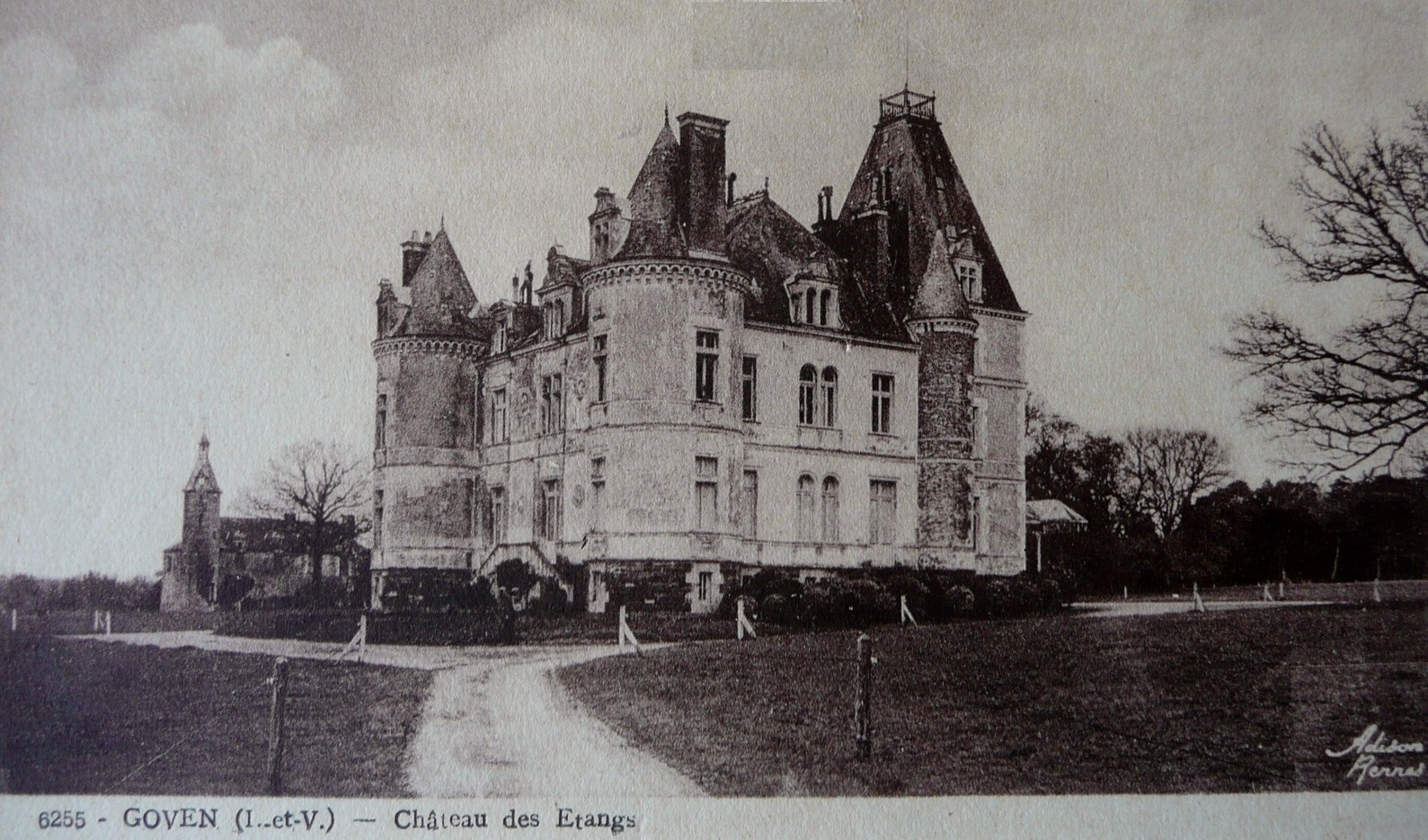
Goven : le château des Étangs au début du XXe siècle (carte postale).

- Le château de la Tournerais (il date du milieu du XIXe siècle ; il a été construit par Jacques Mellet pour le comte de Pioger)[81].

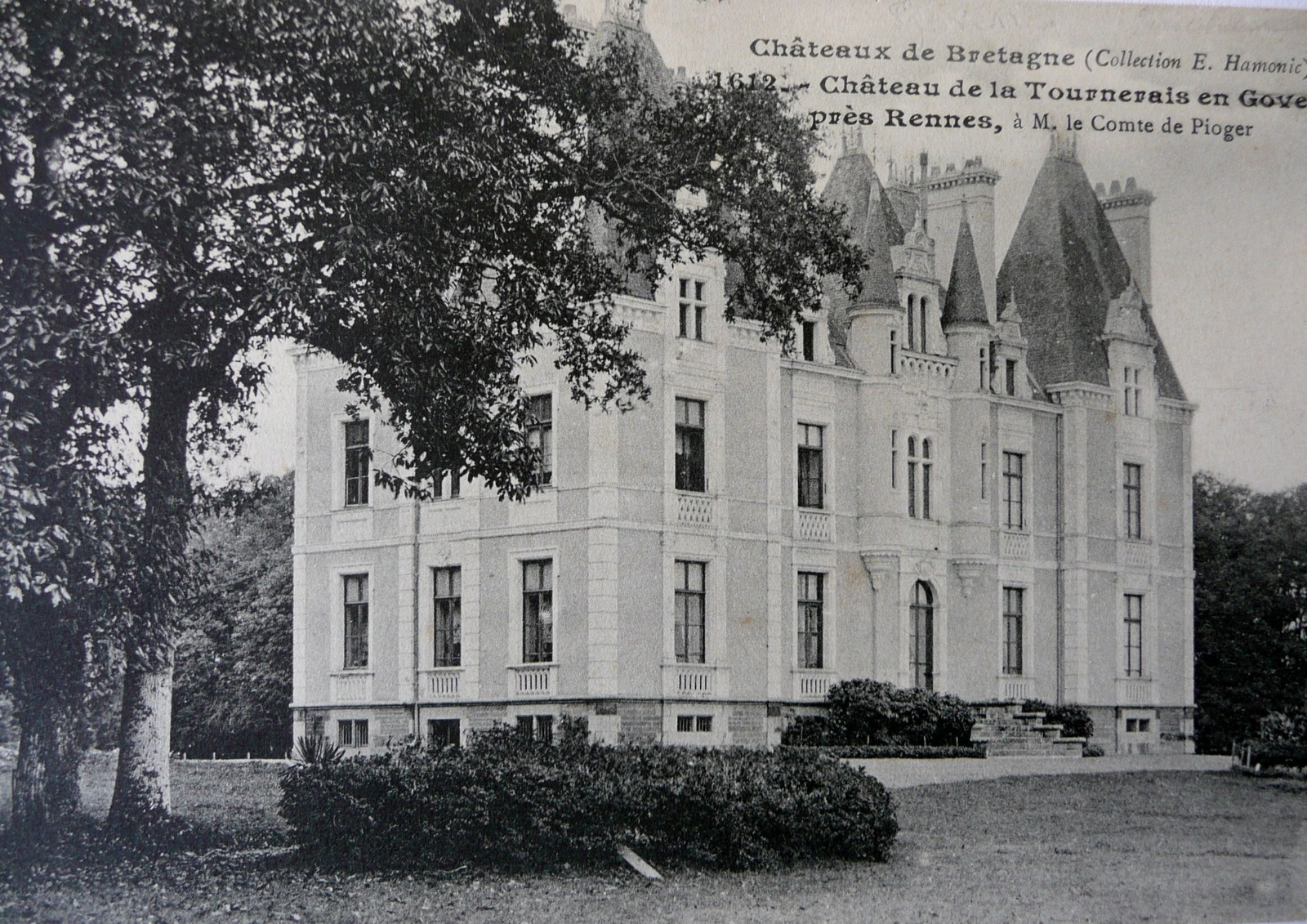
Goven : le château de la Tournerais vers 1925 (carte postale Émile Hamonic).

- La butte de Gourmalon, ancienne motte féodale datant du Xe siècle. C'est le plus vieux monument de la commune[82].

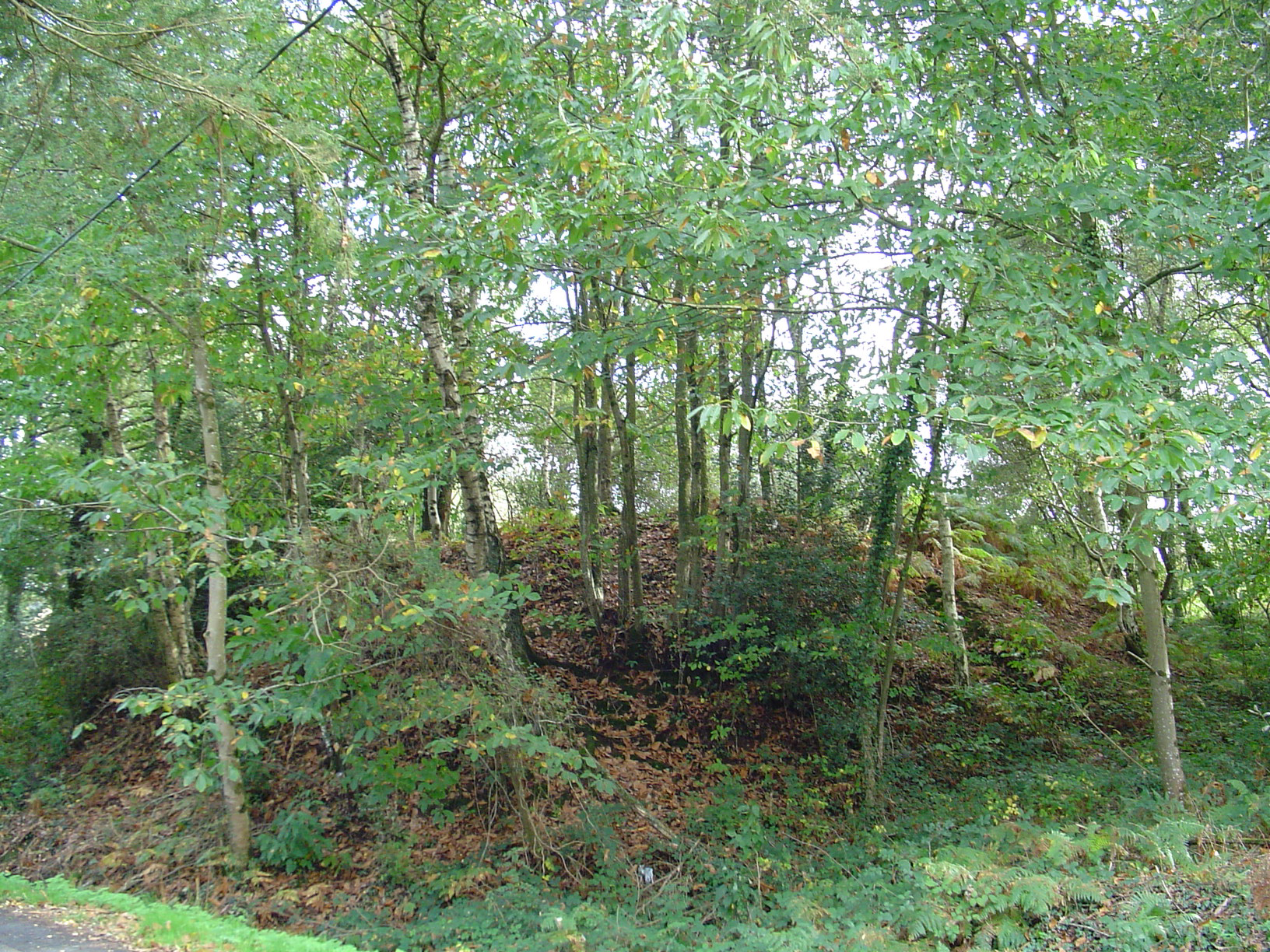
La butte de Gurmalon.
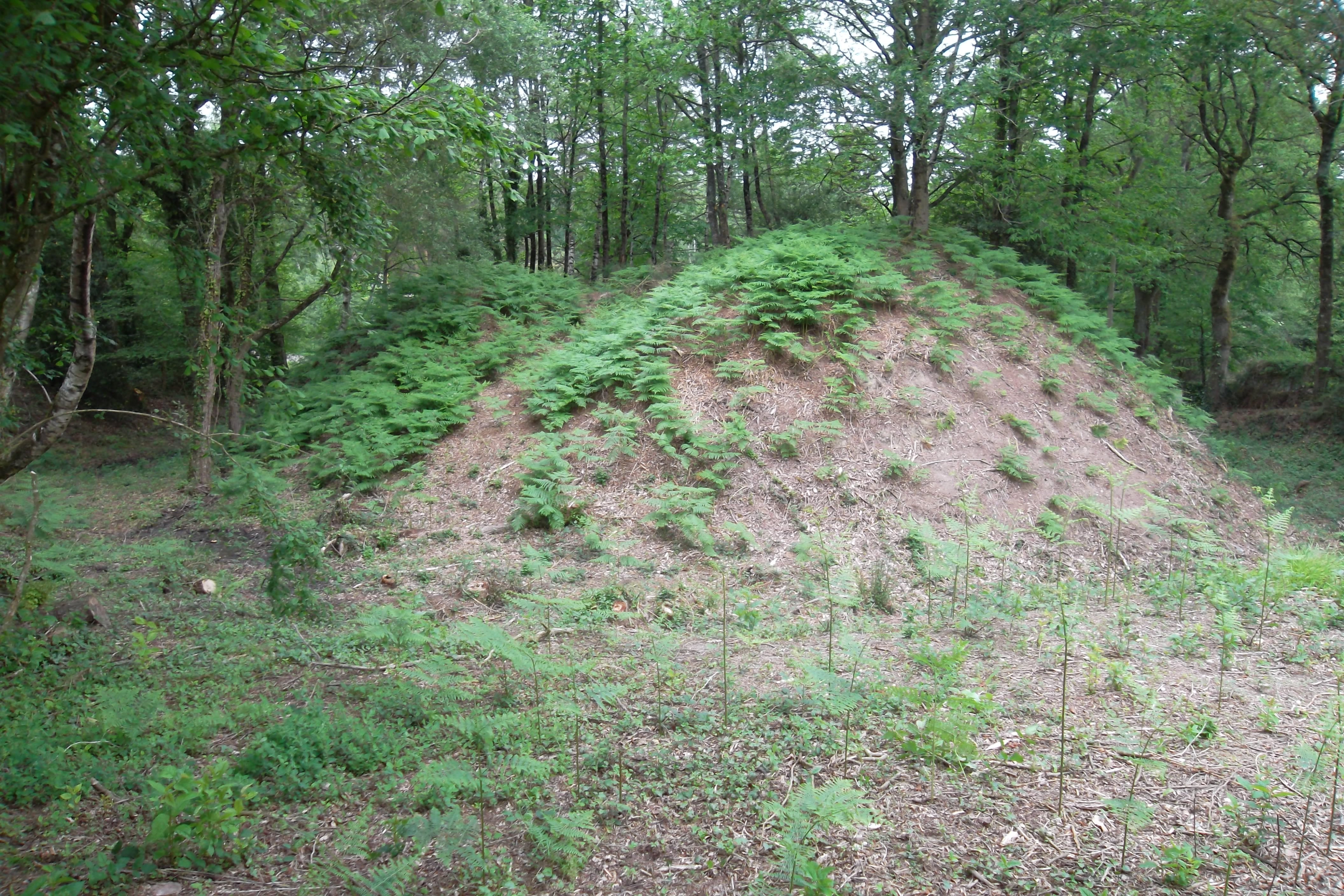
La butte de Gurmalon.

- l'ancien manoir de la Cucuère[82].
- l'ancien manoir de la Hayrie[82].
- l'ancien manoir de Caffort[82].
- l'ancien manoir de Saint-Samson[82].
- l'ancien manoir de la Rivière[82].
- l'ancien manoir de Talanzac ou d'Amansac[82].
- l'ancien manoir de Noyal[82].
- l'ancien manoir du Bas-Buris[82].
- l'ancien manoir du Haut-Buris.
- l'ancien manoir du Champ-Blancs.
- l'ancienne Chapelle Saint-Vincent.
- des traces de fortifications dans les lieux-dits tels que La Porte Yvon et Le Portail.
- l'ancien manoir de la Turais.
- l'ancien manoir de la Verrerie ou de la Vairie.
- la tombe des seigneurs de Blossac.
- les deux croix situées dans le nouveau cimetière, ainsi que d'autres croix très anciennes visibles dans les coins les plus ruraux de la commune.
- le moulin de la Roche (en fait situé dans la commune limitrophe de Bréal-sous-Montfort, mais proche de la limite communale avec Goven)[83].

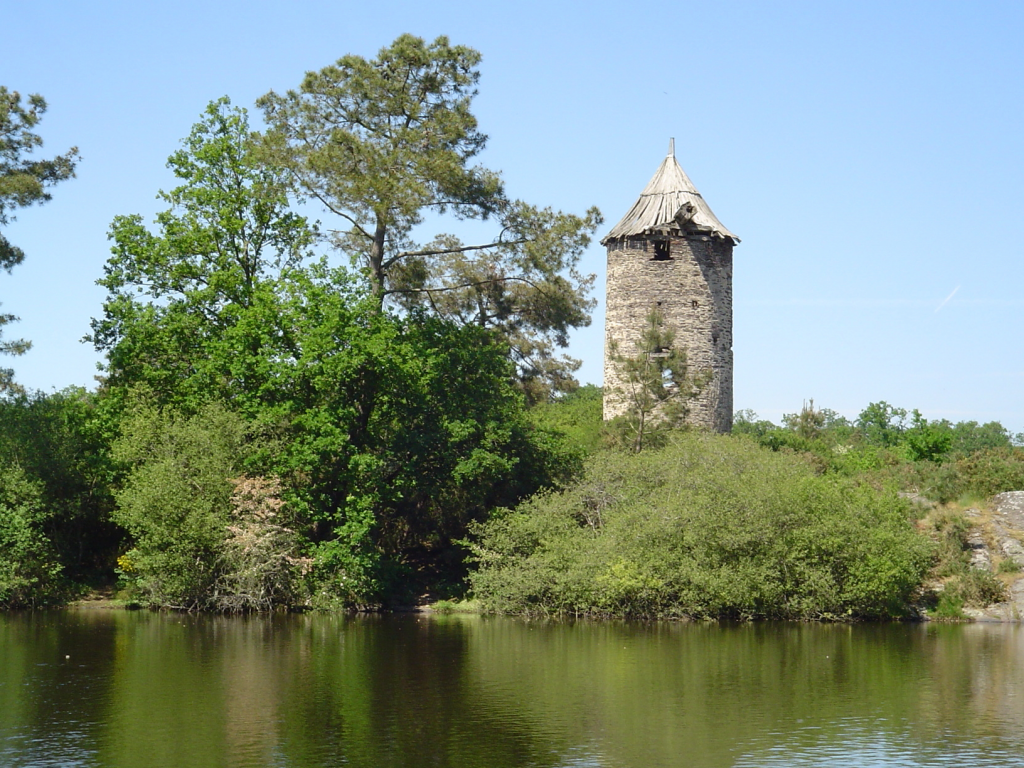
Moulin à vent de la Roche.

- Plusieurs fermes présentent un intérêt patrimonial[84].

## Personnalités liées à la commune
- En 1942, Émile Gernigon entre en contact avec le groupe de la résistance du Front national[Note 29]. Sa ferme de « Bolac » à Goven sert de boîte aux lettres et de dépôt de matériel. Il héberge également des résistants de passage. Le 24 mai 1944, Émile Gernigon est arrêté. La Gestapo et la milice incendient sa ferme. Il est incarcéré et torturé à la prison Jacques-Cartier à Rennes. Le 20 juin 1944, il est condamné à mort puis fusillé le 30 juin 1944 à la Maltière (à Saint-Jacques-de-la-Lande). Une rue de Goven et une rue de Bruz portent son nom.
- Yves Mény, un universitaire et chercheur en sciences politiques français, est né à Goven en 1943.
- L'astéroïde (8371) Goven fut nommé en l'honneur du village par l'astronome américain Charles P. de Saint-Aignan qui y séjourna pendant un an dans les années 1980.